# Aaron Burr

Aaron Burr – Gemälde von John Vanderlyn, 1802. Sammlung der New York Historical Society

Aaron Burr (geboren am 6. Februar 1756 in Newark, New Jersey; gestorben am 14. September 1836 in Port Richmond, Staten Island, New York) war ein amerikanischer Politiker. Von 1801 bis 1805 war er unter Thomas Jefferson der dritte Vizepräsident der Vereinigten Staaten.
Burr stieg in den 1780er und 1790er Jahren zu einem der einflussreichsten Politiker in New York auf und bekleidete von 1789 bis 1791 das Amt des New Yorker Attorney General. Von 1791 bis 1797 vertrat er den Bundesstaat im Senat der Vereinigten Staaten. Er gehörte zunächst der Demokratisch-Republikanischen Partei an und wurde von ihr 1796 und 1800 als Vizepräsidentschaftskandidat an der Seite Jeffersons aufgestellt. Bei der umstrittenen Präsidentschaftswahl 1800, die das Repräsentantenhaus entscheiden musste, wurde ihm unterstellt, er habe mit der föderalistischen Opposition intrigiert, um die Präsidentschaft an sich zu reißen, und somit sah er sich bald in seiner eigenen Partei isoliert. Bei der Wahl 1804 wurde er nicht mehr nominiert und trat daraufhin mit Unterstützung der Föderalisten bei der Gouverneurswahl in New York an, verlor diese aber deutlich. Für seine Niederlage machte er eine Rufmordkampagne seines langjährigen Rivalen Alexander Hamilton verantwortlich und forderte ihn zum Duell. Am 11. Juli 1804 verwundete Burr Hamilton tödlich. Daraufhin wurde er in zwei Bundesstaaten als Mörder angeklagt, stand aber deswegen nie vor Gericht. Um das Ende seiner politischen Karriere oder zumindest seinen finanziellen Ruin abzuwenden, ließ sich Burr von 1806 bis 1807 mit dem General James Wilkinson auf die Ausrüstung einer Expedition im Mississippital ein, deren Ziel es mutmaßlich war, die spanischen Kolonien in Nordamerika anzugreifen. Unter dem Vorwurf, er wolle sich zum Herrscher eines unabhängigen Staates im amerikanischen Westen aufschwingen und strebe eine Spaltung der Vereinigten Staaten an, wurde er 1807 festgenommen und von der Regierung Jeffersons wegen Hochverrats vor ein Bundesgericht gestellt, schließlich jedoch freigesprochen. Ausmaß und Ziel der sogenannten „Burr-Verschwörung“ sind, wie viele Umstände im Leben Burrs, unter Historikern bis heute umstritten.

## Leben

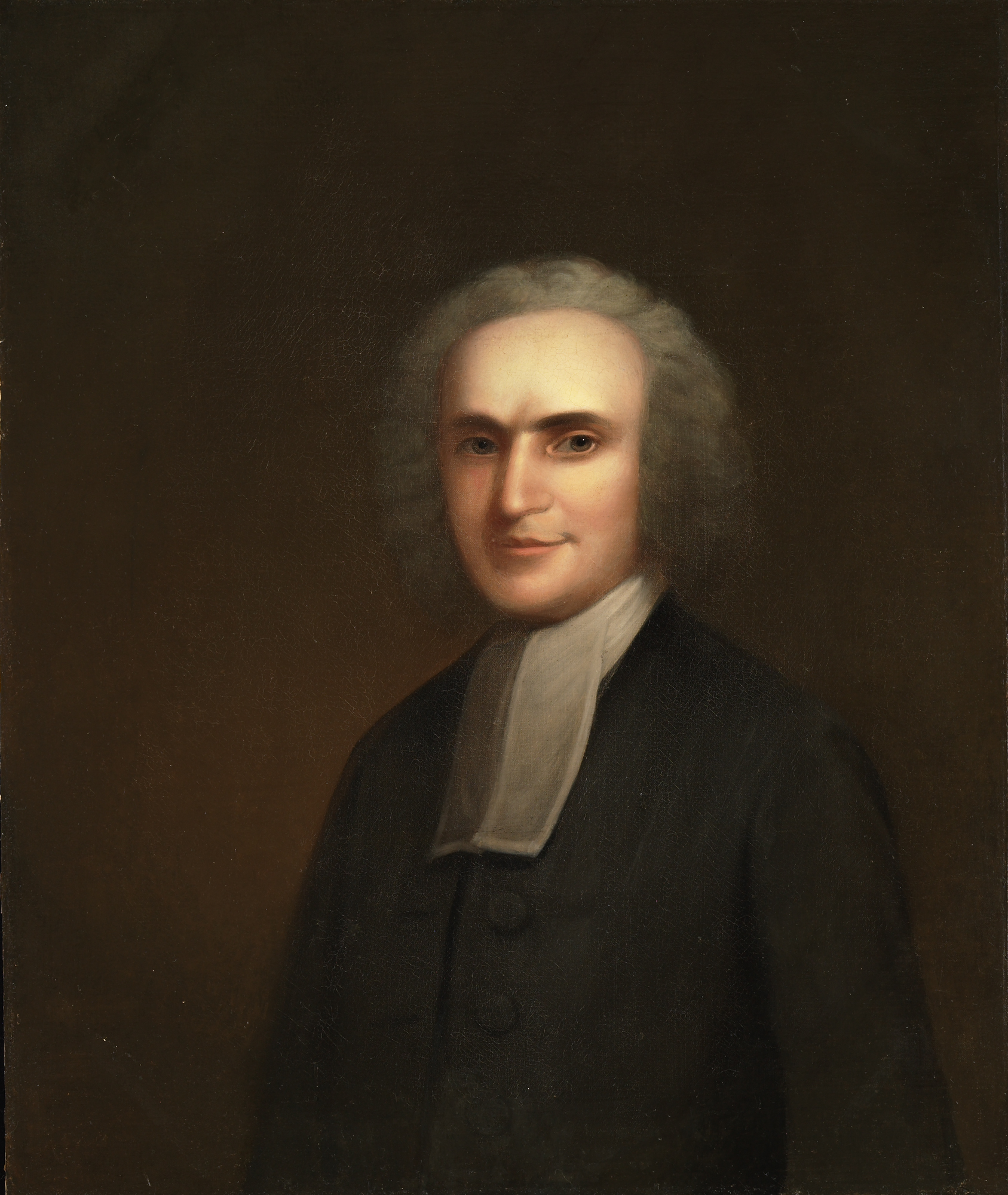
Aaron Burrs Vater Aaron Burr, Sr.

### Jugend
Burr entstammte einer Familie herausragender Theologen: Sein Vater Aaron Burr war Präsident des presbyterianischen College of New Jersey (der heutigen Princeton University), seine Mutter Esther Edwards eine Tochter Jonathan Edwards’, des berühmtesten amerikanischen Predigers seiner Zeit. John Adams, der zweite Präsident der USA, schrieb 1815 rückblickend, dass wohl noch nie in der Geschichte ein Kind mit einer so vielversprechenden Abstammung zur Welt gekommen sei. Burrs Vater starb jedoch bereits im September 1757, die Mutter ein Jahr darauf. Mit seiner älteren Schwester Sally wuchs er ab 1760 in der Obhut seines Onkels Timothy Edwards auf, der den Kindern eine dem Stand der Familie angemessene Erziehung angedeihen ließ und den Rechtsgelehrten Tapping Reeve als Privatlehrer anstellte.
Mit nur elf Jahren stellte Burr einen Antrag auf Aufnahme in das College of New Jersey, wurde aber wegen seines Alters abgewiesen und studierte das Curriculum zwei Jahre zu Hause. Als er 1769 schließlich aufgenommen wurde, stufte man ihn wegen seiner Vorbildung als Sophomore ein; er schloss das Studium nach drei Jahren ab. Unter der Präsidentschaft John Witherspoons entwickelte sich das College of New Jersey während dieser Zeit zum politisch radikalsten College Amerikas, und mit den wachsenden Spannungen zwischen den Kolonien und dem Mutterland Großbritannien verbreiteten sich rasch revolutionäre Ideen unter den Studenten. Viele führende Persönlichkeiten der amerikanischen Revolution gingen aus den Princeton-Jahrgängen dieser Zeit hervor, so allein aus der nur 13 Absolventen zählenden Abschlussklasse von 1771 James Madison, Gunning Bedford, Jr., Philip Freneau und Hugh Henry Brackenridge, aus Burrs Abschlussklasse 1772 Aaron Ogden, Henry Lee und William Bradford. In zwei konkurrierenden studentischen Clubs, der Whig Society, der Madison und Freneau angehörten, und der Cliosophic Society, schulten sich die Studenten Princetons in Rhetorik und Argumentation. Teils entwickelten sich in diesen studentischen Bünden auch persönliche Freund- und Feindschaften, die noch lange Bestand hatten und sich später auch politisch auswirken sollten; Burr etwa knüpfte in diesen Jahren als Mitglied der Clios eine lebenslange Freundschaft mit William Paterson, dem Gründer des Clubs.
Nach dem Studium blieb Burr zunächst in Elizabeth und spielte mit dem Gedanken, Pfarrer zu werden. Angesichts seiner Vorfahren schien er vielen seiner Zeitgenossen für diese Laufbahn bestimmt, doch überwogen bei Burr selbst schließlich die Glaubenszweifel. Im Herbst 1774 begann er zwar bei Joseph Bellamy in Bethlehem, Connecticut Theologie zu studieren, doch schon im Frühjahr änderte er seinen Entschluss und begann sich bei seinem einstigen Hauslehrer und jetzigen Schwager Tapping Reeve zum Anwalt ausbilden zu lassen.

### Soldat im Unabhängigkeitskrieg

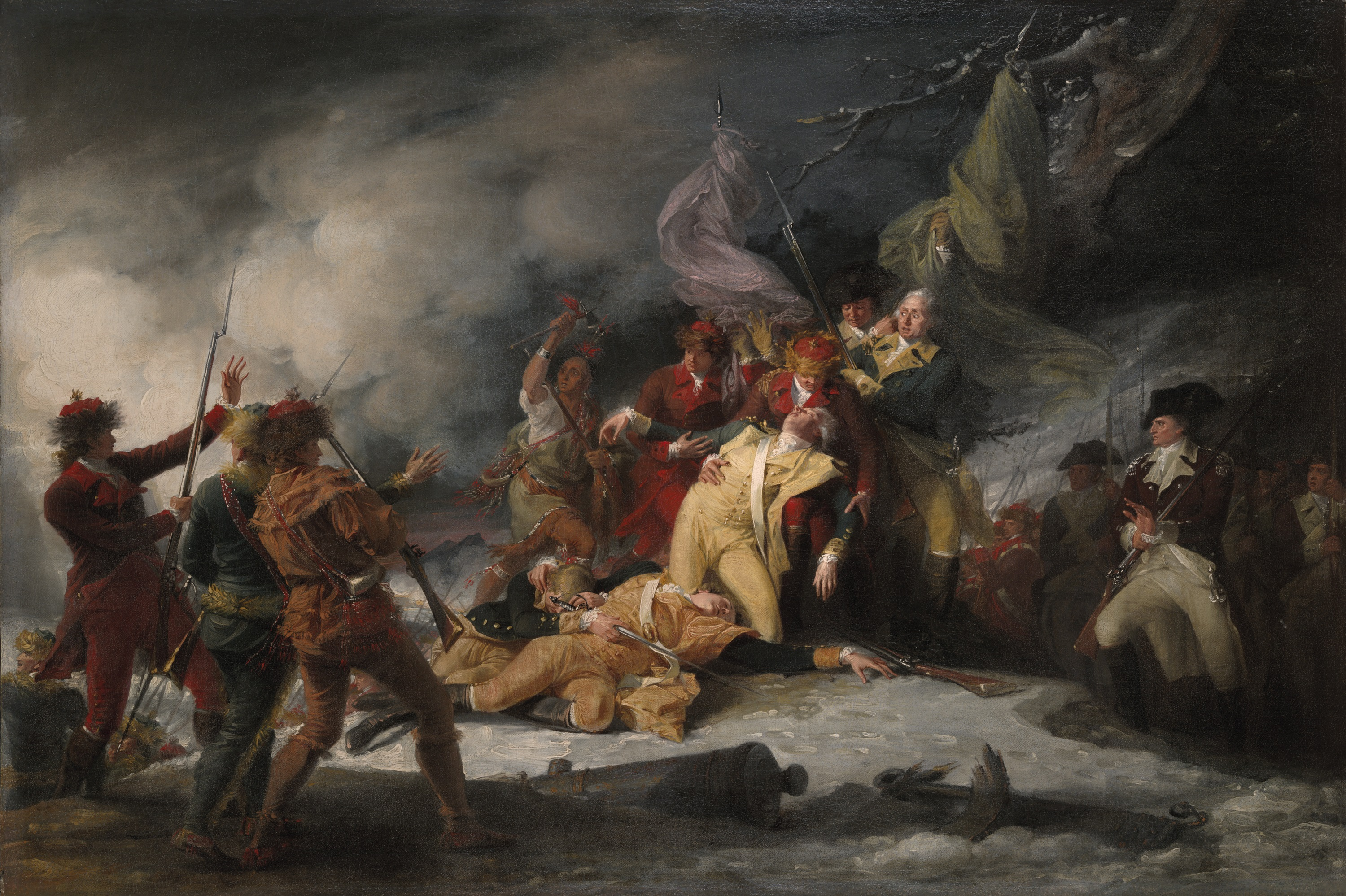
The Death of General Montgomery in the Attack on Quebec, Gemälde von John Trumbull, 1786.
Burrs Abwesenheit auf diesem Gemälde, einem der ikonischen Bilder der amerikanischen Revolution, ist angesichts seiner landesweit gerühmten Rolle in den dargestellten Geschehnissen auffällig – Trumbull zeichnete statt Burr dessen Freund Matthias Ogden in die Szene, der zu dieser Zeit jedoch nachweislich im Lazarett lag.

Bei Ausbruch des Unabhängigkeitskrieges 1775 meldete sich Burr gemeinsam mit seinem Jugendfreund Matthias Ogden als Freiwilliger zur revolutionären Kontinentalarmee. Im September brach er als Mitglied des Expeditionskorps Benedict Arnolds zu einem Marsch durch Maine zur britischen Stadt Québec auf. Es sollte die Truppen Richard Montgomerys verstärken, die bei den vorigen Schlachten der amerikanischen Invasion Kanadas noch siegreich geblieben waren. Nach dem Zusammenschluss der beiden Heere wurde Burr im November auf Empfehlung Arnolds zum Adjutanten Montgomerys berufen. Als Montgomery am letzten Tag des Jahres in der Schlacht von Québec von einer Kartätschensalve aus einer britischen Stellung getötet wurde, stand Burr in der ersten Reihe. Nach dem Bericht des Kaplans der Expedition, Burrs Studienfreund Samuel Spring, soll Burr unter Lebensgefahr versucht haben, die Leiche Montgomerys zu bergen; so stellt auch Hugh Henry Brackenridge die Situation in seinem Versdrama The Death of General Montgomery at the Siege of Quebec (1777) dar. Die Nachricht von Montgomerys Tod und Burrs Eingreifen verbreitete sich rasch. Im Jahr darauf hob der Kontinentalkongress nach Anhörungen zu den Umständen von Montgomerys Tod ausdrücklich Burrs Mut hervor, was einer militärischen Auszeichnung gleichkam; befördert wurde Burr indes lange nicht. Ob Springs und Brackenridges Version den Tatsachen entspricht, lässt sich kaum beantworten; die Augenzeugenberichte sind widersprüchlich.
Nach der Schlacht kehrte Burr im Frühjahr nach Süden zurück. Im Juni 1776 erreichte er New York, das Hauptquartier des Oberbefehlshabers George Washington, dessen Stab Burr auf Empfehlung Joseph Reeds zunächst zugeteilt wurde. Spätere Biografen haben oftmals hervorgehoben, dass schon dieses erste Zusammentreffen der beiden Männer von gegenseitiger Abneigung geprägt gewesen sein soll. Nach wenigen Tagen ließ sich Burr als Adjutant an die Seite General Israel Putnams versetzen. Im August 1776 zeichnete er sich beim britischen Angriff auf Manhattan aus, als er durch sein Eingreifen die Einkesselung der Brigade Gold Selleck Sillimans durch die Briten verhinderte. Dass Washington Burrs Tat am folgenden Tag bei den morgendlichen Ordern zu erwähnen für nicht nötig hielt, soll Burr als persönliche Herabsetzung empfunden haben. Im Juni 1777 wurde Burr zum Oberstleutnant befördert und zunächst ins Grenzgebiet von New York und New Jersey bestellt. Dort übernahm er de facto den Befehl über das Regiment William Malcolms, das einen Pass durch die Ramapo Mountains und somit den Norden New Yorks vor den Briten schützen sollte. Burrs größter militärischer Erfolg in dieser Position war die Gefangennahme eines britischen Trupps ohne eigene Verluste bei Hackensack während einer loyalistischen Invasion des Bergen County im September 1777. Kurz darauf wurde er mit seinem Regiment nach Pennsylvania beordert, wo Washington seine Truppen um das britisch besetzte Philadelphia zusammenzog. Hier soll Burr unter anderem eigenhändig eine Meuterei unter den eigenen Truppen niedergeschlagen haben.
Seine letzten Kampfhandlungen erlebte er 1778 in der Schlacht von Monmouth. Wie viele Soldaten in dieser Schlacht erlitt Burr hier einen Hitzschlag, dessen Folgen ihn noch Jahre schwächen sollten, und wurde einige Monate beurlaubt. Sein Urteil über die Leistung Washingtons in dieser Schlacht und das anschließende Kriegsgericht gegen Charles Lee mögen dazu beigetragen haben, dass Washington in Burrs Achtung weiter sank. Im Januar 1779 wurde Burr ins Westchester County nördlich von Manhattan verlegt, wo seit Beginn des Krieges die Frontlinie verlief. Burr suchte im Niemandsland zwischen den Fronten nach Kräften, die öffentliche Ordnung wiederherzustellen, und bestrafte so auch seine eigenen Milizionäre, wenn sie plünderten. Auch baute er einen Spionagering auf, der die Strukturen der Loyalisten infiltrieren sollte, und begann, Register anzulegen, in denen Informationen über die Zivilbevölkerung und ihre politischen Sympathien gesammelt wurden. Als sein Gesundheitszustand seine Arbeit allzu sehr einschränkte, quittierte er im März 1779 schließlich den Dienst in der Armee. Zeit seines Lebens ließ er sich jedoch weiterhin als Colonel Burr titulieren.

### Beginn der politischen Karriere
Im Jahr 1778 lernte Burr seine spätere Frau kennen, die zehn Jahre ältere Theodosia Prevost. Prevost war zu dieser Zeit noch mit einem britischen Offizier Jacques Marcus Prevost verheiratet, hegte aber Sympathien für die Revolution. So lud sie nach der Schlacht von Monmouth George Washington auf ihr Anwesen The Hermitage in New Jersey ein, wo der General dann für einige Tage sein Hauptquartier einrichtete. Kaum ein Jahr nachdem ihr erster Gatte auf Jamaika dem Gelbfieber erlegen war, heiratete Burr sie am 2. Juli 1782. Aus der Ehe gingen zwei Töchter hervor, von denen jedoch nur eine das Erwachsenenalter erreichte. Belastet wurde die Ehe durch die stets fragile Gesundheit seiner Frau; 1794 verstarb sie im Alter von nur 48 Jahren. Im Umgang mit Frauen vertrat Burr für seine Zeit sehr fortschrittliche, durchaus feministisch zu nennende Positionen und ließ seiner Tochter die bestmögliche Erziehung angedeihen; in seinem Arbeitszimmer hing ein eigens für ihn angefertigtes Porträt von Mary Wollstonecraft.
Im Frühjahr 1782 wurde Burr nach einer kaum einjährigen Ausbildung als Anwalt zugelassen und praktizierte zunächst in Albany. Bei Kriegsende ließ er sich 1783 in Manhattan nieder und eröffnete in der Wall Street seine eigene Kanzlei. 1781 hatte der Staat New York loyalistischen Anwälten – die zumindest in der Stadt New York deutlich in der Mehrheit gewesen waren – Berufsverbot erteilt, so dass sich nun viele Möglichkeiten auch für unerfahrene Juristen wie Burr oder auch seinen späteren Erzrivalen Alexander Hamilton boten, sich zu profilieren. Wie Hamilton zählte Burr bald zu den herausragenden und bestbezahlten Anwälten der Stadt, kaum einer der großen Gerichtsprozesse der nächsten 20 Jahre verlief ohne die Beteiligung mindestens eines der beiden. Dabei waren Burr und Hamilton mal Gegner im Gerichtssaal, mal fanden sie sich vereint auf Seiten der Anklage oder Verteidigung wieder, so etwa noch 1800 im aufsehenerregenden Mordfall People v. Levi Weeks.
Seine politische Karriere begann 1784 mit seiner Wahl zu einem der neun Abgeordneten der Stadt New York im Unterhaus des Staates, der State Assembly. Nach anfänglicher Passivität arbeitete er erst nach seiner Wiederwahl 1785 in einigen Ausschüssen dieser Parlamentskammer mit. In seinem zweiten Jahr brachte er unter anderem einen Gesetzesvorschlag zur sofortigen Abschaffung der Sklaverei in New York ein, der jedoch scheiterte. Burr hatte jedoch – wie auch Hamilton, der ebenfalls öffentlich als Sklavereigegner bekannt war – weiterhin Haushaltssklaven. Angesichts seiner späteren Positionen ist es erstaunlich, dass sich Burr offenbar nicht an der Debatte um die Ratifizierung der Bundesverfassung beteiligte, in der sich die Befürworter einer starken Zentralregierung (die so genannten Föderalisten um Hamilton) und die Verfechter der Souveränität der Einzelstaaten (die Anti-Föderalisten) gegenüberstanden. Zur ratifizierenden Versammlung des Staates New York im Sommer 1788 war er zwar als Delegierter vorgeschlagen worden, hatte das Ansinnen aber abgelehnt. Vermutlich trifft Hamiltons Vermutung zu, dass Burr der Verfassung ursprünglich ablehnend gegenüberstand, zumal er sich schon zu dieser Zeit vor allem in anti-föderalistischen Kreisen bewegte. War die Nation durch den Streit um die Verfassung ohnehin schon gespalten, so stellte sich die politische Landschaft New Yorks durch familiäre Verwicklungen und regionale Differenzen noch zerklüfteter dar. Wie Burrs Biograf James Parton in einem oft zitierten Bonmot schrieb, war New York zu dieser Zeit „wie Gallien in drei Teile geteilt“ – die Domänen der weitverzweigten Großfamilien Clinton, Livingston und Schuyler und ihrer politischen Freunde. Gouverneur des Staates New York war seit 1777 der Anti-Föderalist George Clinton, der in der von föderalistisch gesinnten Kaufleuten dominierten Stadt New York wie bei den ländlichen Großgrundbesitzern wie den Livingstons und Schuylers verhasst war. Im Jahr 1789 schloss sich Burr einer von Hamilton konzertierten Kampagne der Föderalisten der Stadt an, Robert Yates als Gegenkandidaten zu Clinton aufzustellen. Clinton gewann die Wahl knapp. Wohl um Burr für sein Lager zu gewinnen, ernannte Clinton ihn nach seiner Wahl zum Attorney General des Staates New York, eine Position, die etwa dem Rang eines Justizministers gleichkommt.

### Senator für New York, 1791 bis 1797

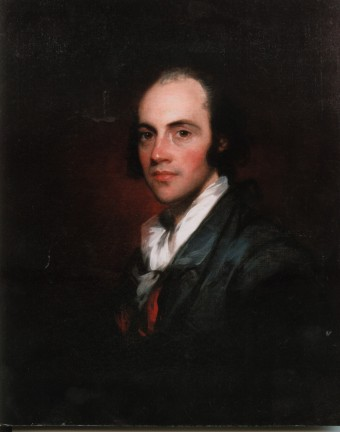
Porträt Aaron Burrs, um 1793, vermutlich gemalt von Gilbert Stuart.
Sammlung der New Jersey Historical Society, Newark.

Im Jahr 1791 geriet Burr erstmals in einen politischen Konflikt mit Alexander Hamilton, nun Finanzminister im Kabinett Präsident Washingtons und die prägende Figur der Föderalisten auf Bundesebene wie in New York. Gouverneur Clinton nominierte Burr für den in diesem Jahr neu zu besetzenden Senatorenposten New Yorks im amerikanischen Kongress, um sich des föderalistischen Mandatsträgers, Hamiltons Schwiegervater Philip Schuyler, zu entledigen. Hierzu verbündete er sich mit Robert R. Livingston, Kanzler des Staates New York, der bislang dem Hamiltonschen Lager angehört hatte. Livingston brach mit den Föderalisten aus Verbitterung darüber, dass sein Clan bei der Wahl der beiden Senatoren New Yorks für den Kongress 1789 leer ausgegangen war, nachdem Hamilton gegen „seinen“ Kandidaten James Duane (verheiratet mit Maria Livingston, einer Cousine 3. Grades) intrigiert hatte und stattdessen Rufus King den zweiten Senatorenposten zugeschanzt hatte. Clinton und Livingston einte nun das Verlangen, Hamilton zu demütigen, und so brachten sie mit ihrem Einfluss schließlich die notwendigen Mehrheiten in Ober- und Unterhaus für Burrs Wahl zustande. Im März 1791 trat Burr sein Mandat im Senat an, sein Nachfolger im Amt des Attorney General wurde Livingstons Schwiegersohn Morgan Lewis.
Kurz nach seiner Wahl unterredete sich Burr in einem konspirativen Treffen mit Robert R. Livingston und den beiden führenden Antiföderalisten des Staates Virginia, James Madison und Thomas Jefferson. Was die vier Staatsmänner, die sich offiziell zum gemeinsamen Pflanzensammeln für ihre Herbarien im Wald trafen, abmachten, ist unbekannt, doch gilt die „Botanisiertour“ der beiden Südstaatler vielen Historikern als wichtige Wegmarke bei der Entstehung der Demokratisch-Republikanischen Partei, da sie die Antihamiltonianer Virginias mit denen New Yorks vereinte und so eine Voraussetzung für eine landesweit operierende politische Partei im modernen Sinne schuf. Als sich das Erste Parteiensystem in den folgenden Jahren konsolidierte, wollte sich Burr trotz seiner offenkundigen Nähe zu den Republikanern jedoch nicht als Parteigänger sehen. Er war für die bislang nur in den Südstaaten dominierenden Republikaner jedoch in vielerlei Hinsicht ein vielversprechender Verbündeter: Im parteipolitisch gespaltenen New York war er populär, im föderalistisch dominierten Neuengland wurde er schon wegen seiner Abstammung vielerorts geachtet. Dass sein Großvater und Vater führende Presbyterianer gewesen waren, machte ihn für diese Wählergruppe landesweit attraktiv.
Bei Wahlen wurde Burr stets von einer Gruppe Getreuer unterstützt, die in der Geschichtsschreibung oft als eigene politische Kraft begriffen werden, welche zwischen den beiden etablierten Parteien lavierte. Zu den „Burrites“ der ersten Stunde zählten die vormaligen Clintonianer Marinus Willett und Melancton Smith sowie der Föderalist Peter Van Gaasbeck; später stießen Matthew L. Davis, die drei Brüder John, Robert und Samuel Swartwout sowie der Arzt Peter Irving hinzu. Burrs Ruf als Unparteiischer mag ein Grund gewesen sein, dass er bei der New Yorker Gouverneurswahl 1792 von Wahlmännern aus dem föderalistischen Lager als Kandidat ins Spiel gebracht wurde, was Hamilton jedoch zu verhindern wusste, so dass schließlich John Jay gegen Clinton antrat. Der Ausgang der äußerst knappen Wahl wurde vor Gericht entschieden – in der darauf folgenden politisch-juristischen Debatte schlug sich Burr als Senator auf die Seite derjenigen, die den Sieg Clintons trotz vieler Unregelmäßigkeiten für rechtmäßig erklärten. Im Jahr 1792 brachte sich Burr erstmals als republikanischer Kandidat für die Vizepräsidentschaft der USA ins Spiel (die Wiederwahl Washingtons als Präsident wurde von keiner Seite bezweifelt), doch sprachen sich die Hauptstrategen der Republikaner, James Monroe und James Madison, gegen eine Kandidatur Burrs aus und schickten stattdessen George Clinton ins Rennen. Bei der Wahl gegen Ende Jahres behauptete sich schließlich John Adams vor Clinton – Burr erhielt trotz seiner eigentlich schon eingestellten Kandidatur die Stimme eines Wahlmannes aus South Carolina. Schon in dieser ersten von drei Präsidentschaftswahlen, in denen Burr antreten sollte, intrigierte Hamilton mindestens in seiner Korrespondenz gegen Burr. In einem Brief an einen unbekannten Adressaten äußerte er, dass er es als seine „religiöse Pflicht“ ansehe, Burrs Karriere zu verhindern.
Im Senat stieg Burr bald zu einem der Meinungsführer der Republikaner auf, auch weil die Partei mit dem Rückzug Jeffersons von seinen Ämtern 1793 und der Berufung James Monroes zum Botschafter in Paris 1794 ihre prominentesten Mandatsträger verlor. So gehörte er 1793/94 zu den eifrigsten Verteidigern Albert Gallatins, den die föderalistische Senatsmehrheit seines Mandats enthob, da er angeblich noch nicht lange genug amerikanischer Staatsbürger sei, um wählbar zu sein. 1794 zählte er zu der Minderheit von zehn Senatoren, die gegen die Ratifizierung des Jay-Vertrags mit Großbritannien stimmten; schon die Ernennung Jays als Unterhändler Washingtons erachtete er als verfassungswidrig. Wie Madison und Jefferson trat Burr statt einer Einigung mit Großbritannien für ein Bündnis mit Frankreich ein. So setzte er anlässlich der militärischen Erfolge Frankreichs in den europäischen Koalitionskriegen eine offizielle Gratulation der Vereinigten Staaten an die Adresse der Französischen Republik auf, doch scheiterte der Vorstoß wiederum an der föderalistischen Senatsmehrheit. Als nach der Ankunft des neuen französischen Botschafters Edmond-Charles Genêt in New York und andernorts demokratische Klubs nach Pariser Vorbild entstanden, verteidigte Burr deren Rechte auf Redefreiheit gegen Zensurbestrebungen seitens der Föderalisten. Während dieser Jahre mehrten sich auch die Anzeichen, dass Washington Burr nicht wohlgesinnt war: Als Burr sich im Winter 1792 in den Archiven des Außenministeriums für seine – letztlich nie geschriebene – Geschichte des Unabhängigkeitskrieges zu forschen begann, erging von Washington die persönliche Order, Burr den Zugang zu den Archiven zu verwehren. Als Frankreich 1794 Gouverneur Morris als amerikanischen Botschafter zurückwies, schlugen Monroe und Madison dem Präsidenten Burr als Nachfolger vor, doch lehnte Washington das Ansinnen mit der Begründung ab, dass er niemanden in ein hohes Amt bestellen würde, in dessen „persönliche Integrität“ er kein Vertrauen habe. Es steht zu vermuten, dass Hamilton als Washingtons engster Vertrauter in diesen Episoden nicht unbeteiligt war.
Bis zur Präsidentschaftswahl 1796 hatte Burr sein Profil in der Republikanischen Partei so weit geschärft, dass er glaubte, als Vizepräsidentschaftskandidat an der Seite Thomas Jeffersons gute Chancen zu haben, zumal Clinton politisch geschwächt war. Neben den „Burrites“ war es vor allem John James Beckley, der Führer der Republikaner in Pennsylvania, der Burr zunächst unterstützte. Burr begab sich im Oktober 1795 selbst nach Monticello, um sich mit Jefferson zu unterreden, und reiste im Frühjahr und Sommer des Wahljahres durch Neuengland und New York, um auch föderalistische Wahlmänner für sich zu vereinnahmen. Seine Ausflüge ins gegnerische Lager verleiteten Beckley jedoch zu dem Schluss, dass Burr weniger am Erfolg der Partei als seinem eigenen gelegen war. Aus Sorge, dass Burr mehr Wahlmännerstimmen als Jefferson erreichen könnte, empfahl er Madison, dass die republikanischen Wahlmänner aus Virginia die zweite ihrer beiden Stimmen auf unwahrscheinliche Kandidaten verschwenden sollten. Präsident und Vizepräsident wurden bis 1800 noch in einem Wahlgang gewählt, wobei jeder der Wahlmänner zwei Stimmen zu vergeben hatte; Präsident wurde der Mann mit den meisten Stimmen, Vize derjenige mit den zweitmeisten. Tatsächlich gaben bei der Wahl im Dezember 20 der Wahlmänner aus Virginia Jefferson ihre Stimme, jedoch nur einer Burr. Insgesamt erreichte Burr nur 30 Stimmen. Angesichts der 68 Stimmen Jeffersons war die mangelnde Parteidisziplin offenkundig. Im Lager der Föderalisten spielte sich jedoch Ähnliches ab: Jefferson erhielt insgesamt mehr Stimmen als John Adams’ designierter Vize Thomas Pinckney, so dass zum ersten und einzigen Mal in der amerikanischen Geschichte Präsident und Vize verschiedenen Parteien angehören würden.

### Abgeordneter im New Yorker Unterhaus, 1798 bis 1800

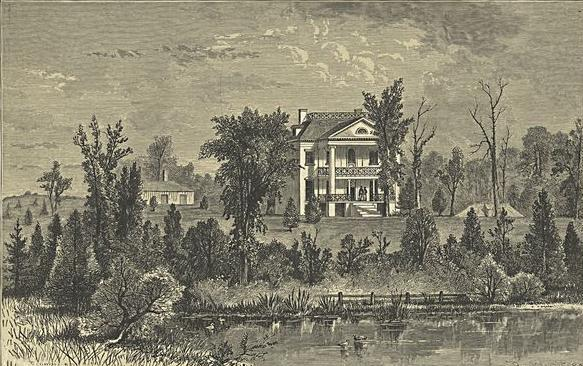
Im Jahr 1797 erwarb Burr das Anwesen „Richmond Hill“ (inmitten des heutigen Greenwich Village) als Landsitz. Das herrschaftliche Haus ließ er mit kostspieligen Kunstwerken, Teppichen und Stoffen dekorieren und die umliegenden Felder zu einem Landschaftsgarten gestalten. Wie Washingtons Mount Vernon, Jeffersons Monticello und Hamiltons „The Grange“ zählte Richmond Hill zu den berühmten privaten Repräsentativbauten der politischen Elite des Landes.
Im Jahr 1803 musste Burr Richmond Hill aus Geldmangel an Johann Jakob Astor verpachten, der das Gelände alsbald in Parzellen einteilte und darauf Mietskasernen errichtete.

Burrs sechsjährige Amtszeit als Senator endete 1797. Zu dieser Zeit hatten die Föderalisten die Mehrheit in beiden Kammern der New Yorker Legislative erlangt und wählten wieder Philip Schuyler auf den Senatorenposten. Burr ließ sich, offenbar unbeeindruckt von dem damit verbundenen Prestigeverlust, sogleich zur Wahl für das New Yorker Repräsentantenhaus aufstellen, und wurde 1798 und 1799 für je ein Jahr gewählt. In diesen zwei Jahren war er stets bemüht, einige der föderalistischen Abgeordneten für republikanische Anliegen zu erwärmen, und bewegte einige von ihnen, so etwa Jedediah Peck, sogar dauerhaft dazu, das Lager zu wechseln. War er 15 Jahre zuvor noch mit einem Gesetzentwurf zur sofortigen Abschaffung der Sklaverei gescheitert, so brachte er nun zumindest ein Gesetz zur allmählichen Abschaffung durch. Er scheiterte jedoch mit dem Gesetzesvorschlag, nach dem die Wahlmänner New Yorks bei der Präsidentschaftswahl per Direktwahl und nicht mehr durch die Legislative bestimmt werden sollten; außerdem bemühte er sich um eine Reform des New Yorker Landverkaufs- und Insolvenzrechts und trat etwa für eine Abschaffung der Schuldhaft ein – durchaus eigennützig, denn er war selbst über Jahre stets vom finanziellen Ruin bedroht, was ihn jedoch nicht daran hinderte, sich rege an den blühenden Spekulationen mit Landpatenten auf den noch unerschlossenen Westen New Yorks zu beteiligen. So war es durchaus auch in seinem eigenen geschäftlichen Interesse, dass er als Politiker Infrastrukturprojekte und Steuervergünstigungen für diesen Landesteil durchzusetzen bemüht war.
Burrs für alle Seiten erstaunlichste Leistung zu dieser Zeit war die Gründung einer Bank. In New York waren die beiden einzigen öffentlichen Banken, die Bank of New York und die Filiale der Bank of the United States, fest in föderalistischer Hand und verwehrten Republikanern oft Kredite, so dass politische Freunde bevorteilt wurden. Um dieses Monopol zu brechen, griff Burr zu einer List und brachte dem Kongress einen Vorschlag zur Gründung einer privaten Aktiengesellschaft mit öffentlicher Beteiligung und dem Monopol auf die Wasserversorgung der Stadt New York vor, um so die katastrophalen hygienischen Zustände durch den Bau neuer Frischwasserleitungen zu verbessern. Den Gesetzesentwurf brachte er im März 1799 kurz vor einer mehrwöchigen Sitzungspause als dringende Angelegenheit ein und fügte ihm eine nur einen Satz lange Klausel hinzu, die es der „Manhattan Company“ genannten Gesellschaft erlaubte, ihr überschüssiges Kapital in „Geld- und sonstigen Geschäften, so sie nicht mit der Verfassung oder Gesetzen der Vereinigten Staaten unvereinbar sind,“ zu verwenden. Da offenbar weder die wenigen angereisten Abgeordneten, noch die Senatoren und auch nicht Gouverneur John Jay die Tragweite dieser Bestimmung zu erfassen vermochten, wurde der Vorschlag Gesetz. Im September des Jahres öffnete bereits die Bank der Wasserwerke, das föderalistische Bankmonopol war gebrochen. Auch dieser Vorstoß war seitens Burrs nicht ganz uneigennützig; gegen Ende 1802 stand er selbst bei der Bank schon mit 65.000 Dollar im Minus. Aus der Bank der Manhattan Company entwickelte sich schließlich die Chase Manhattan Bank, eines der größten Kreditinstitute der Welt; die New Yorker mussten indes noch 40 Jahre auf eine ordentliche Wasserversorgung warten.
Burrs Bemühungen um die Organisation der Republikaner in New York kam umso mehr nationale Bedeutung zu, wie die Präsidentschaftswahl 1800 näher rückte. Schon lange vor der Wahl galt als sicher, dass New York der Swing State sein würde, in dem sich die Wahl entscheiden würde. Die Wahl des New Yorker Repräsentantenhauses, das gemeinsam mit dem Senat die Wahlmänner für die Präsidentschaftswahl bestimmen würde, war den Strategen der Republikaner so von größter Bedeutung. Innerhalb des Bundesstaats kam wiederum der Stadt New York, die 13 Mandate im Unterhaus stellte, eine Schlüsselrolle beim Kampf um die Mehrheit zu, da die jeweiligen Mehrheiten in den ländlichen Wählerbezirken gefestigt schienen. Burr vermochte es im Frühjahr 1800, innerhalb kurzer Zeit eine hocheffiziente Wahlkampagne zu organisieren. Er überredete einige der prominentesten Bürger der Stadt, für die Partei zu kandidieren – auf seiner Vorschlagsliste befanden sich unter anderem der ehemalige Postminister Samuel Osgood, der als Kriegsheld verehrte General Horatio Gates, sowie je ein Vertreter der beiden dominanten politischen Clans: Brockholst Livingston und der ehemalige Gouverneur George Clinton persönlich. Burrs Anwesen Richmond Hill glich wochenlang einem Feldlager, in dem die Parteisoldaten ihre Order erhielten; Burr ließ für jeden einzelnen Wahlberechtigten der Stadt ein Dossier zum vermuteten politischen Standpunkt und der Wahrscheinlichkeit, diesen zu ändern, erstellen. In die vor allem von deutschen Immigranten bewohnten Wahlbezirke schickte er deutschsprachige Wahlhelfer. Am 1. Mai, dem Wahltag, erschien wie aus dem Nichts ein großes Aufgebot von republikanischen Sänftenträgern und Kutschern, die alte und gebrechliche Wähler zu den Urnen beförderten. Nach der Stimmenauszählung stand fest, dass Burrs Kandidaten alle 13 Mandate gewonnen hatten – Burr selbst wurde ebenfalls wieder ins Unterhaus gewählt, diesmal als Abgeordneter des Orange County.

### Vizepräsident, 1801 bis 1805

#### Die Präsidentschaftswahl 1800

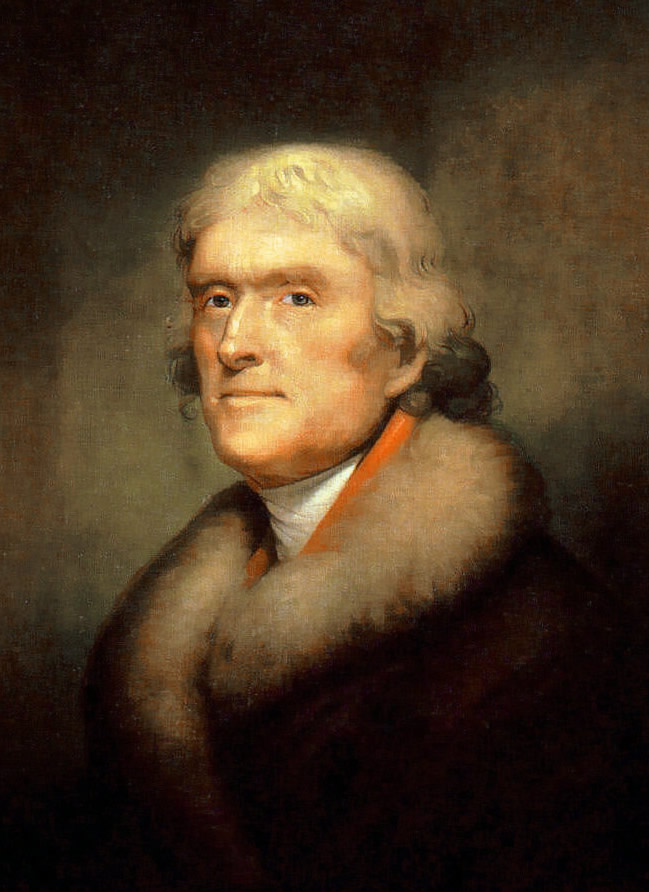
Thomas Jefferson
Gemälde von Rembrandt Peale, 1805.

Nach dem Wahlerfolg in New York schien es den Strategen der Republikaner unausweichlich, dass der Vizepräsidentschaftskandidat an der Seite Jeffersons ebenfalls aus diesem Staat kommen müsse. Neben Burr kamen wiederum Clinton und Robert R. Livingston in Frage. Die Berichte darüber, wie die Entscheidung zu Gunsten Burrs fiel, gehen auseinander, doch scheint es, dass Albert Gallatin, dem Burr 1794 im Senat so treu zur Seite gestanden hatte, Einfluss auf die Entscheidung nahm. Auf einem nationalen Caucus in Philadelphia bestätigte die Partei die Nominierung offiziell. Auch wurde beschlossen, den republikanischen Wahlmännern ein Gelöbnis abzuverlangen, beide ihrer Stimmen den eigenen Kandidaten zu geben, um den 1796 von beiden Parteien begangenen strategischen Fehler nicht zu wiederholen. Als die Ergebnisse der Wahl im Dezember 1800 bekannt wurden, stellte sich heraus, dass die republikanischen Kandidaten zwar die Wahl gewonnen hatten. Da sich jedoch tatsächlich alle Wahlmänner an die Vorgaben gehalten hatten, gab es zwischen den Siegern Burr und Jefferson ein Patt von 73 zu 73 Stimmen. Für diesen Fall sah die Verfassung eine Wahl im Repräsentantenhaus vor, bei der jeder Staat eine Stimme hatte; zur Wahl benötigte Jefferson eine einfache Mehrheit der Staaten. Von den Delegationen der 16 Bundesstaaten waren jedoch nur acht in republikanischer Hand.
Viele Föderalisten witterten in dieser Situation die Möglichkeit, Jeffersons Präsidentschaft doch noch zu verhindern, indem sie für Burr stimmten. Dabei ging es nicht nur darum, eine Entscheidung hinauszuzögern: Nicht wenige Föderalisten glaubten, Burr mit der Aussicht auf das höchste Amt im Staat dazu bewegen zu können, die Seiten zu wechseln. Die verfahrene Situation ließ Gerüchte und Intrigen auf allen Seiten sprießen und spaltete auch die Parteien. Das Verhalten Burrs in dieser Zeit wird bis heute debattiert. Zwar sind keine Äußerungen Burrs überliefert, in denen er sich den Avancen der Föderalisten geöffnet hätte, doch äußerte er nach einiger Zeit auch keine Dementis mehr, was einige Historiker als beredtes Schweigen und Anzeichen dafür deuten, dass Burr sich einer solchen Rochade nicht verschlossen hätte. Bei der Abstimmung im Februar kam es tatsächlich zum erwarteten Unentschieden. Sie musste 35 Mal wiederholt werden, bis Vermont und Maryland nach sechs Tagen ihre Blockade aufgaben und sich der Stimme enthielten. Auch bei dieser Wahl agitierte Hamilton gegen Burr. Einst hatte er geäußert: „Wenn es einen Menschen gibt, den ich hassen sollte, so ist es Jefferson“ – doch als die Föderalisten erwogen, Burr zum Präsidenten zu machen, schien ihm Burr noch das größere Übel. „Um Himmels Willen, möge die Föderale Partei niemals für den Aufstieg dieses Mannes verantwortlich sein“, schrieb er im Januar 1801 an William Sedgwick.
Als Folge der turbulenten Wahl wurde 1804 das Prozedere bei der Präsidentschaftswahl durch den 12. Verfassungszusatz geändert. Seither wird die Wahl des Präsidenten und Vizepräsidenten in zwei formell getrennten Abstimmungen durchgeführt.

#### Burr im Amt

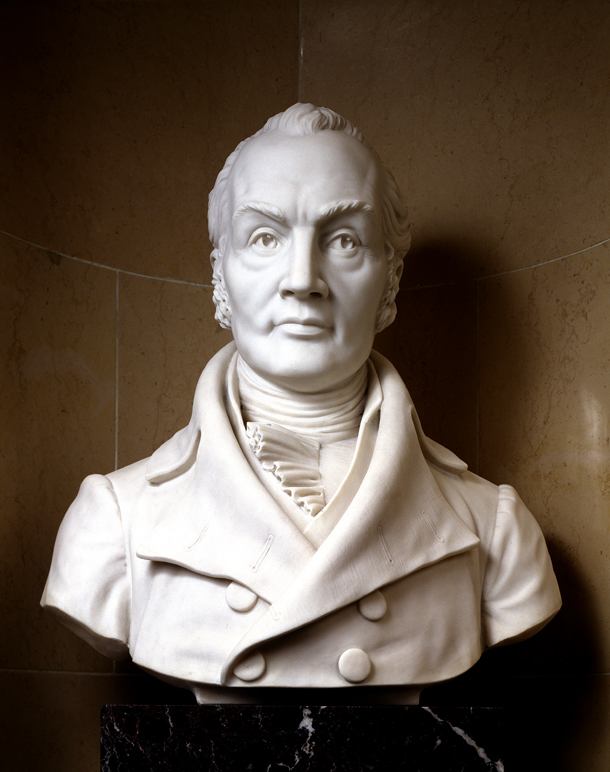
Burrs offizielle Büste im Senat, erstellt im Jahr 1893

Jefferson und Burr wurden so am 4. Juni 1801 inauguriert. Jefferson hatte allem Anschein nach spätestens durch die Gerüchte um Burr während der Wahl jegliches Vertrauen in seinen Vize verloren. Rückblickend schrieb er 1807 in einem Brief: „Ich habe ihn [Burr] nie für einen ehrlichen oder freimütigen Mann gehalten, eher vielmehr für eine krumme Flinte, bei der man nie sicher sein konnte, wohin sie zielt oder schießt. Aber solange die Nation ihm vertraute, sah ich es als meine Pflicht an, ihn ebenso zu respektieren, und ihn so zu behandeln; als ob er es verdient hätte“. Schon in den ersten Wochen der neuen Regierung wurde das Zerwürfnis in Personalentscheidungen deutlich. Die neue Administration hatte nicht nur ihre Kabinettsposten, sondern auch hunderte andere Ämter im gesamten Land neu zu besetzen. Gemäß der Praxis des „spoils system,“ der amerikanischen Ausprägung der Ämterpatronage, wurden diese Stellen auf Vorschlag verdienter Parteisoldaten mit Gesinnungstreuen besetzt. Burr reichte eine vergleichsweise bescheidene Liste von fünf „Burrites“ ein, die Ämter in New York erhalten sollten. Nur zwei der Vorgeschlagenen wurden von Jefferson tatsächlich ernannt, doch ging der Präsident auch nach verschiedentlicher Nachfrage nicht auf die anderen Kandidaten ein. Besonders augenfällig erschien Beobachtern die Nichternennung von Burrs engstem Vertrauten Matthew L. Davis; Jeffersons Untätigkeit in dieser Personalie veranlasste etwa Albert Gallatin, nunmehr Finanzminister, Jefferson in einem Brief rundheraus zu fragen, ob die Partei Burr weiterhin zu unterstützen gedenke. Jefferson antwortete auf den Brief nicht. Die Intrige gegen Burr ging aber wohl kaum von Jefferson selbst aus, sondern hatte ihren Ursprung in New York. Unter der Federführung von George Clintons Schwiegersohn DeWitt Clinton hatten sich die zuvor verfeindeten Clans der Clintons und Livingstons wieder verbündet, da sie angesichts von Burrs politischem Aufstieg um ihren Einfluss in New York fürchteten. So war es eben jene Koalition, die Burr 1791 zum Senator gemacht hatte, die nun seine Entmachtung orchestrierte.
Die internen Machtkämpfe der Republikaner in New York eskalierten 1802 bis 1804 im so genannten „Pamphletkrieg.“ Der Anlass war der geplante Druck eines politischen Pamphlets des Journalisten John Wood, das in so schrillen Tönen die vergangene föderalistische Regierung John Adams’ kritisierte, dass Burr zu dem Schluss kam, eine Veröffentlichung würde dem Anliegen der Republikaner eher schaden als helfen. Burr bot an, die gesamte Auflage aufzukaufen, um zugleich den Drucker zu entschädigen und den politischen Frieden zu wahren. Dieses Angebot nahm James Cheetham, der Herausgeber der vom Clinton-Clan kontrollierten New Yorker Tageszeitung American Citizen, zum Anlass, Burr nicht nur der Zensur, sondern der Verschwörung mit den Föderalisten zu bezichtigen. In den nächsten zwei Jahren attackierte Cheetham Burr regelmäßig in den Seiten seiner Zeitung in immer heftigeren Beschuldigungen, auch die föderalistische Presse griff das Thema willig auf. Der Historiker Henry Adams fasst die Situation in oft dramatischen Worten zusammen:

„Nie zuvor oder danach hat es in der Geschichte der Vereinigten Staaten ein so mächtiges Bündnis rivalisierender Politiker gegeben, die sich zusammenschlossen, um einen einzigen Mann zu bezwingen, wie das, das sich nun gegen Burr aufstellte. Denn als sich der feindliche Kreis um ihn schloss, konnte er dort nicht nur Jefferson, Madison und die ganze Virginia-Legion sehen, mit Duane und seiner Aurora in ihrem Rücken; nicht nur DeWitt Clinton mit seiner gesamten Sippe und Cheethan und seinem Watchtower an ihrer Seite; sondern auch den seltsamsten aller Weggefährten: Alexander Hamilton, wie er seinen bittersten Feinden die Hände reichte, um den Ring zu schließen.“

Burr stellte sich dieser Rufmordkampagne nur zögerlich. Im Herbst 1802 veranlasste er die Gründung einer eigenen Tageszeitung unter Führung von Peter Irving, um der feindlichen Presse etwas entgegensetzen zu können. Im Morning Chronicle erschienen über die nächsten zwei Jahre zahlreiche anonyme Beiträge von Burrs Vertrauten und möglicherweise auch aus seiner eigenen Feder. Besondere Aufmerksamkeit erregte ein unter dem Pseudonym Aristides von William P. Van Ness verfasstes Pamphlet zur Verteidigung Burrs mit dem Titel An Examination of the Various Charges Exhibited against Aaron Burr and a Development of the Characters and Views of his Political Opponents. Diese Polemik war von einer solchen Schärfe und literarischen Qualität, dass sie sich zur meistverkauften politischen Schrift in Amerika seit Paines Common Sense entwickelte. Leistete sie Burr zwischenzeitlich wertvolle Dienste, so war ihre Wirksamkeit auf lange Sicht jedoch begrenzt: Lange nach dem Abflauen des „Pamphletkriegs“ 1804 und Burrs Tod 1836 sollten zahlreiche Historiker Cheethams Anschuldigungen für bare Münze nehmen.
Tatsächlich gab es in Burrs Amtszeit einige Umstände, die Föderalisten wie Republikaner rätseln ließen, wie es um seine Gesinnung stand. Eine der ersten Maßnahmen der Jefferson-Regierung war es, Adams’ wenige Tage vor Amtsende erlassene Justizreform rückgängig zu machen, mit der der scheidende Präsident eine Vielzahl neuer Richterposten mit Amt auf Lebenszeit geschaffen hatte, die er durchweg mit Föderalisten besetzt hatte, die so genannten „Mitternachtsrichter“. Als die Abstimmung über den Widerruf der Reform mit einem Patt endete, hatte Burr als Senatspräsident die entscheidende Stimme. Er wies den Gesetzesentwurf zunächst zur Wiedervorlage zurück, was als Warnung an seine Partei verstanden wurde. Als immer deutlicher wurde, dass er von seiner eigenen Partei ausgebootet wurde, griff er schließlich zu einer demonstrativen Provokation: Am 22. Februar 1802, dem Geburtstag des drei Jahre zuvor verstorbenen George Washington, erschien er zur Überraschung der Anwesenden auf einem von den Föderalisten der Hauptstadt ausgerichteten Festbankett und brachte einen vieldeutigen Trinkspruch auf den „Bund aller ehrlichen Männer“ aus – Henry Adams meinte gut hundert Jahre später, dass Burr dem Präsidenten so eine „dramatische Beleidigung ins Gesicht schleuderte.“ Als 1804 die nächste Präsidentschaftswahl bevorstand, war Burrs Bruch mit seiner Partei so deutlich, dass es als Selbstverständlichkeit erschien, dass er nicht wieder als Vizekandidat aufgestellt wurde; die Republikaner entschieden sich wieder für George Clinton. Um das Ende seiner politischen Karriere abzuwenden, stellte sich Burr darauf mit Unterstützung der föderalistischen Opposition als Kandidat für die New Yorker Gouverneurswahl 1804 auf. Nur um den Preis, sich mit den eigentlich republikanisch gesinnten Burrites verbünden zu können, glaubten viele Föderalisten, in New York noch einmal eine Mehrheit erlangen zu können. Henry Adams witterte hinter dieser neuartigen Koalition jedoch einen wesentlich brisanteren Plan. Demnach habe sich Burr mit einigen neuenglischen „Ultraföderalisten“ um Timothy Pickering eingelassen, der sogenannten „Essex Junto“, deren Ziel die Sezession Neuenglands aus der Union war, und die mit Burr auch New York zum Anschluss an den neuen Staat bewegen zu können glaubten. Spätere Historiker haben jedoch nicht nur das Ausmaß dieser Verschwörung relativiert, sondern auch Burrs Beteiligung bestritten.

#### Duell mit Hamilton

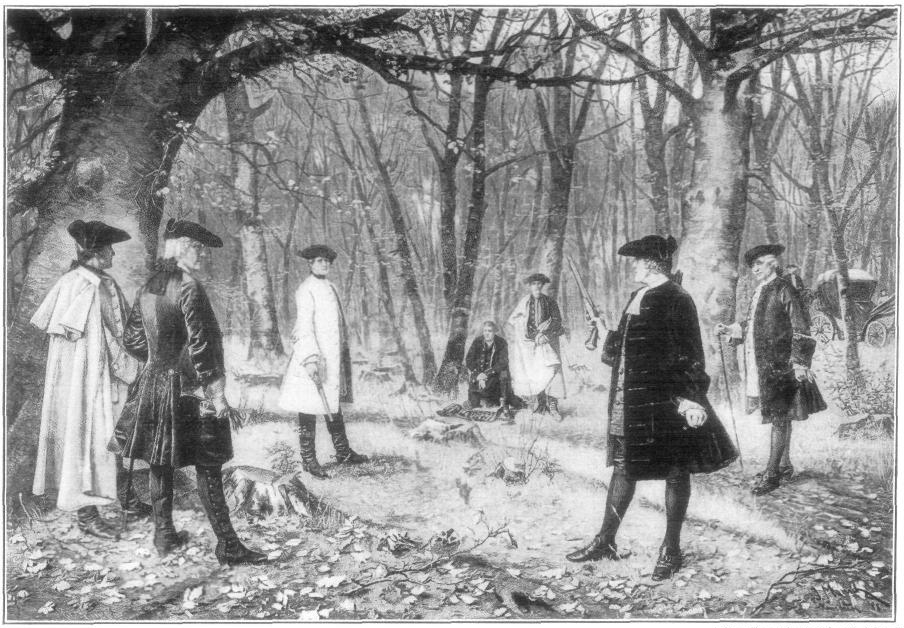
Duell Burrs gegen Alexander Hamilton; Buchillustration nach J. Mund (1902)

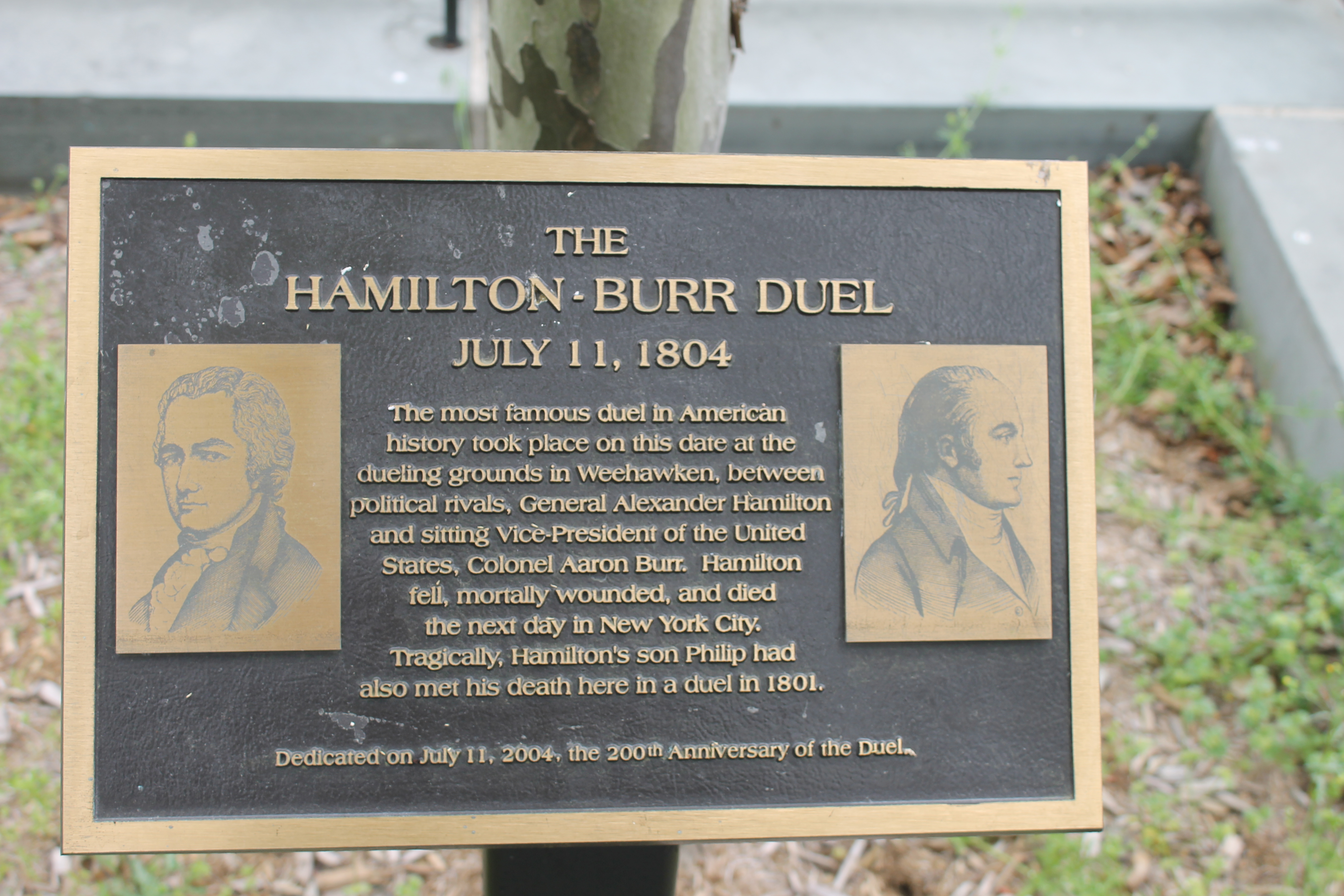
Eine Plakette erinnert an das Duell in Weehawken und wurde am 200. Jahrestag 2004 eingeweiht. Links Hamilton, rechts Burr.

Bei der Wahl im April des Jahres unterlag Burr dem republikanischen Kandidaten Morgan Lewis deutlich. Burr witterte nicht ganz zu Unrecht hinter seiner Niederlage eine weitere Intrige Hamiltons. Dieser hatte sich schon im ersten Caucus der Föderalisten gegen eine Kandidatur Burrs gewandt. Nachdem er überstimmt worden war, verwandte er viel Energie darauf, Briefe an die föderalistischen Meinungsführer zu verfassen, in denen er in immer schärferen Worten vor Burr warnte. Einige despektierliche Bemerkungen über Burr, die Hamilton bei einem Abendessen in Albany geäußert haben soll, fanden den Weg in die Presse. Burr sah sich derart in seiner Ehre verletzt, dass er Hamilton zum Duell forderte. Diese Form der Beilegung von Ehrenstreitigkeiten wurde in den USA gesellschaftlich noch weithin akzeptiert – sowohl Burr als auch Hamilton hatten sich schon zuvor Duellen gestellt. In New York war das Duellieren jedoch verboten, so dass sich Duellanten üblicherweise am anderen Ufer des Hudson im Wald von Weehawken im Staat New Jersey trafen. Hier war 1801 auch Hamiltons ältester Sohn Philip bei einem Duell getötet worden.
Beim Duell am Morgen des 11. Juli 1804 verwundete Burr Hamilton mit einem Schuss in den Unterleib tödlich. Der genaue Ablauf ist bis heute Gegenstand zahlreicher Spekulationen. Hamilton hatte in den Tagen vor dem Duell nicht nur sein Testament aufgesetzt, sondern in einigen persönlichen Bemerkungen auch seinen Entschluss niedergeschrieben, mindestens mit der ersten seiner Duellkugeln nicht auf den Gegner zu zielen, sondern den ersten Schuss zu vergeuden – um Burr zu beschwichtigen, aber auch, da ein Duell seinen religiösen Überzeugungen grundsätzlich zuwider sei. Hamilton hätte dadurch willentlich seinen eigenen Tod in Kauf genommen oder herbeigeführt. Burr, der von Hamiltons Entschluss nichts wissen konnte, und auch sein Sekundant William P. Van Ness gaben später an, dass die Duellanten etwa gleichzeitig geschossen hätten und dass Hamilton durchaus auf Burr gezielt habe, wenn auch die Kugel ihr Ziel weit verfehlte. Hamiltons Sekundant Nathaniel Pendleton gab jedoch an, dass Hamiltons Schuss versehentlich zu früh losgegangen sei. Eine Untersuchung der Duellpistolen durch Experten der Smithsonian im Jahr 1976 legt den Schluss nahe, dass der Abzug der Waffen – die Hamilton als Herausgeforderter wählen durfte – präpariert war. Während Burrs Pistole einen konventionellen Abzug besaß, bei der ein Abzugsgewicht von mehr als 5 Kilogramm aufgebracht werden musste, war Hamiltons Waffe auf einen weitaus niedrigeren Widerstand eingestellt, was Hamilton einen unlauteren Vorteil verschafft hätte; diese Manipulation könnte auch erklären, warum sein Schuss, wie Pendleton angab, tatsächlich zu früh gefeuert wurde.
Hamiltons Tod wurde in New York mit Bestürzung aufgenommen und sein Trauerzug von Tausenden begleitet. Selbst der Demokratisch-Republikanische Rat der Stadt ordnete einen Trauertag an. Manche dieser Kondolenzbekundungen mögen aber auch durchaus politisch motiviert gewesen sein; so entdeckte etwa DeWitt Clinton erst nach dem Duell seine Wertschätzung für Hamilton und sah seinen Tod wohl als Chance, sich Burrs als eines politischen Rivalen vollends zu entledigen. Als Burr hörte, dass eine Anklage wegen Mordes wahrscheinlich würde, floh er elf Tage nach dem Duell aus New York, zunächst nach Philadelphia, schließlich dann auf die Insel St. Simons vor der Küste Georgias. Im republikanisch dominierten Süden fiel die Trauer um Hamilton deutlich geringer aus; auch war die Praxis des Duellierens hier kaum so verpönt wie teils im Norden, so dass Burr sich hier weiterhin der Anerkennung als Gentleman erfreuen durfte. So gab er schließlich nach einigen Wochen auch den falschen Namen auf, unter dem er bis dahin gereist war, und begab sich auf den Weg in die Hauptstadt – in vielen Städten wurde er von jubelnden Menschenmassen empfangen. Am 5. November erschien er in Washington und nahm zur Bestürzung der föderalistischen Abgeordneten wieder seinen Sitz als Vorsitzender des Senats ein. In New Jersey war unterdessen tatsächlich ein Haftbefehl wegen Mordes gegen ihn ausgestellt worden, doch verlief sich der Prozess mit den Jahren still und klanglos.
Die letzten Monate Burrs als Vizepräsident verliefen für ihn aufgrund neuer politischer Entwicklungen recht erfreulich. Die Regierung Jefferson brachte nun die ersten Amtsenthebungsverfahren gegen die föderalistischen „Mitternachtsrichter“ auf den Weg, insbesondere gegen Samuel Chase, einen der neuen Richter des Obersten Gerichtshofs. Da Burr als Senatspräsident die Anhörungen leiten würde und so über eine Schlüsselstellung in der Entscheidung verfügte, buhlte seine Partei wieder um sein Wohlwollen. Drei seiner Vertrauten – sein Stiefsohn Bartow Prevost, sein Schwippschwager Joseph Browne sowie James Wilkinson wurden auf Burrs Vorschlag rasch auf Regierungsposten im Louisiana-Territorium berufen. Die Anhörungen im Fall Chase leitete Burr mit einer von allen Seiten anerkannten Fairness. Am 2. März 1805, einen Tag, nachdem der Senat in einer Abstimmung die Anklage gegen Chase verworfen hatte, hielt Burr eine Abschiedsrede als Vizepräsident, die viele Mitglieder des Senats zu Tränen rührte.

### Die „Burr-Verschwörung“

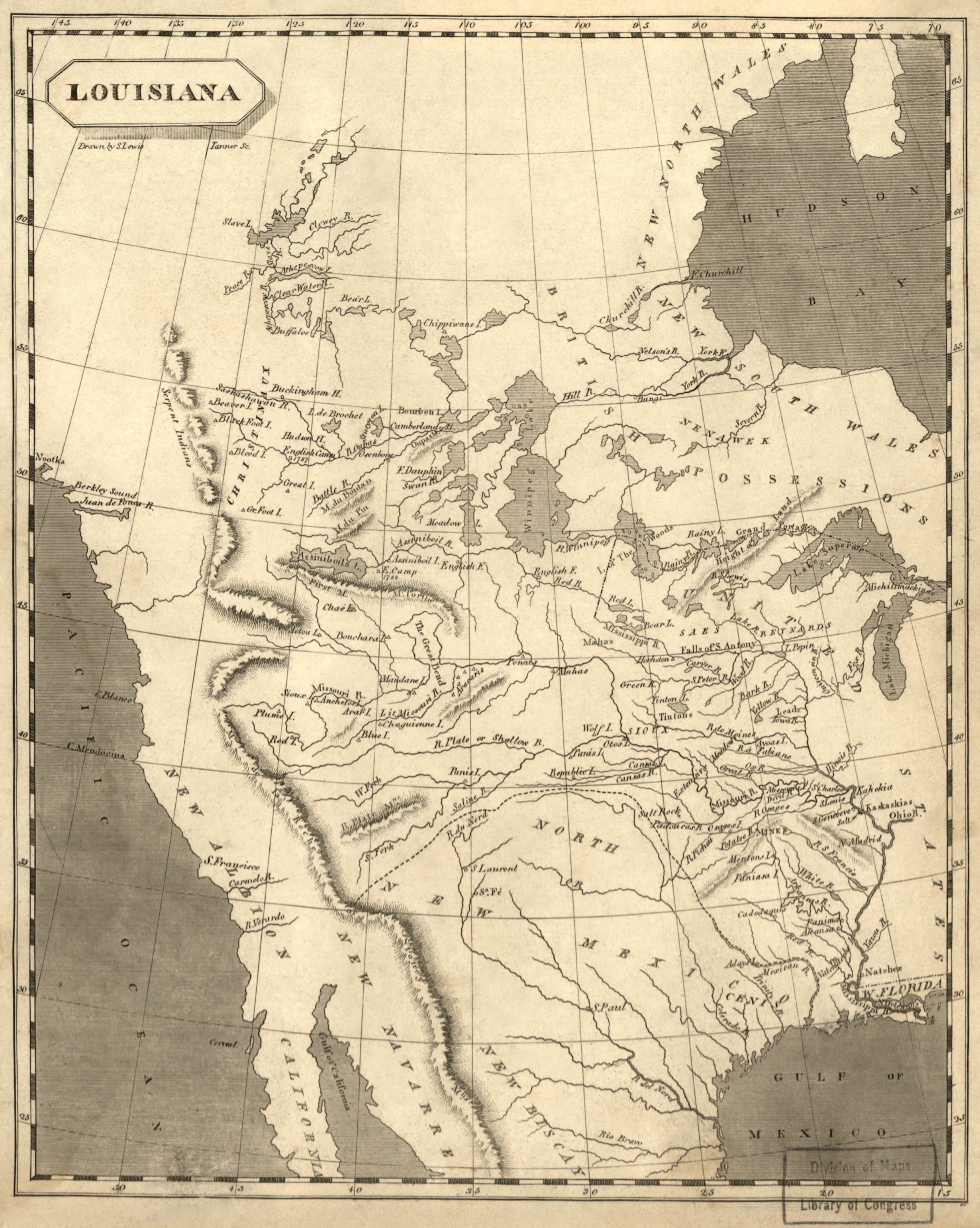
Zeitgenössische Karte des Louisiana-Territoriums, 1804. Im Südwesten schließen sich die spanischen Besitzungen an.

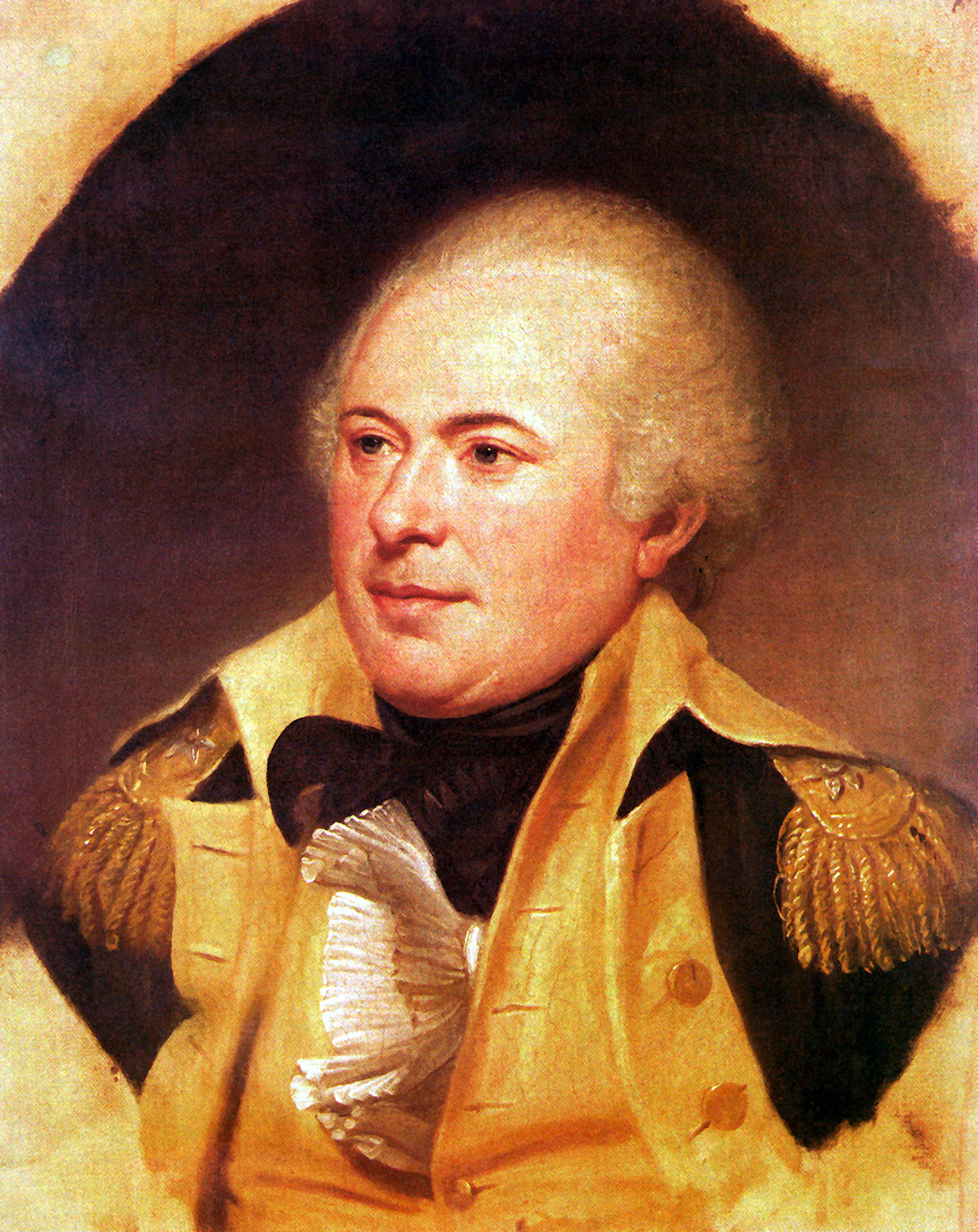
James Wilkinson, Mitverschwörer Burrs, als „Agent 13“ zugleich Spion der spanischen Krone.

Im Jahr 1805 schien die politische Karriere Burrs beendet, auch war er (wieder) vom finanziellen Ruin bedroht. Seine Energien steckte er in den folgenden zwei Jahren in ein Projekt, das als „Burr-Verschwörung“ (Burr Conspiracy) in die Geschichte eingegangen ist. Ziel und Ausmaß dieser mutmaßlichen Verschwörung sind bis heute umstritten. Offenbar hoffte Burr zunächst, eine Streitmacht ins spanische Mexiko zu führen und die spanischen Kolonien in Nord- und Mittelamerika zu „revolutionieren“, also zur Loslösung vom Mutterland zu bewegen. Im Herbst 1807 begann er, eine Flotte von Flussbooten aufzubauen, die ihn und eine Anzahl Getreuer den Mississippi hinab bringen sollte. Burr bekundete stets, seine Absicht sei es einzig gewesen, friedlich Ländereien am Ouachita River, die sogenannten Bastrop lands, zu besiedeln, die er ein Jahr zuvor anteilig gepachtet hatte. Zeitgenossen wie spätere Historiker argwöhnten jedoch, dass Burr kriegerische Absichten verfolgte und sich zu einem Napoleon gleichen Herrscher über ein neugeschaffenes Reich in Mittelamerika aufschwingen wollte, dem er mutmaßlich auch die westlichen Gebiete der Vereinigten Staaten wie das Louisiana-Territorium und Bundesstaaten wie Tennessee und Kentucky einverleiben wollte – dieser Vorwurf war es, der 1807 zur Anklage wegen Verrats führte.

#### Chronologie
Burrs Plan, Mexiko der spanischen Krone zu entreißen, datierte mindestens auf das Jahr 1796, als er sich dahingehend gegenüber John Jay erklärte. Auch Hamilton hatte zur Zeit des Quasi-Kriegs 1798 die Eroberung Floridas und des Louisiana-Territoriums sowie anschließend Mexikos geplant und dafür sogar eine Armee aufgestellt, was ihm die Spottnamen Bonaparte und Little Mars eintrug. Burrs Pläne wurden jedoch erst nach der Westexpansion der Vereinigten Staaten durch den Kauf des Louisiana-Territoriums 1803 konkret. Seitdem schwelte ein Streit wegen des ungeklärten Grenzverlaufs zwischen Louisiana und Neuspanien, ein Krieg mit Spanien schien unausweichlich. Burr hoffte offenbar, sich im kommenden Konflikt mit oder ohne Unterstützung der amerikanischen Regierung als Feldherr hervortun oder sich zumindest als Freibeuter bereichern zu können. Im Jahr 1804 unterredete er sich über diese Pläne mit James Wilkinson, seit 1800 Oberkommandierender der amerikanischen Armee, der 1805 auf Burrs Empfehlung auch zum Gouverneur des nördlichen Louisiana-Territoriums ernannt wurde. Wilkinson sollte im geplanten Feldzug offenbar Burrs Vizekommandant werden und war in der Folge neben ihm die zentrale Figur in der sich entwickelnden Verschwörung. Einige Zeugen behaupteten sogar später, Wilkinson sei deren eigentlicher Kopf gewesen. Burr wusste jedoch nicht, dass Wilkinson seit 1787 als Spion im Dienst der spanischen Krone stand und regelmäßig das Außenministerium in Madrid und die Funktionäre in den spanischen Kolonien unterrichtete. Mindestens um das Projekt zu finanzieren, versuchte Burr zunächst, Großbritannien, das zu dieser Zeit auf einen Krieg mit Spanien (den dritten Koalitionskrieg) zusteuerte, für den Invasionsplan zu gewinnen. Im März 1805 nahm er Kontakt zu Anthony Merry auf, dem britischen Gesandten in Washington. Merrys später in britischen Archiven gefundenen Depeschen nach London belasten Burr auf den ersten Blick schwer: Burr habe ihn, so Merry in einem Brief vom 29. März 1805, um finanzielle und militärische Unterstützung für eine geplante Revolte der Kreolen Louisianas ersucht, die auch einen Feldzug gegen Mexiko, die Abspaltung der westlichen Territorien der USA und die Schaffung eines unabhängigen Staates herbeiführen sollte. Die Bemühungen blieben fruchtlos und hatten allenfalls zur Folge, dass der spanische Gesandte Marqués de Casa Yrujo, dem diese Unterredungen nicht verborgen blieben, Burr nun für einen britischen Spion hielt.
Im April 1804 brach Burr dann zu einer Reise in den amerikanischen Westen auf, vorgeblich um den Fortschritt einer Kanalbaugesellschaft in Ohio zu begutachten, an der er Anteile erworben hatte. Auf vielen zu seinen Ehren abgehaltenen Empfängen äußerte er sich jedoch freimütig über seine Pläne zu einer Invasion Mexikos. Die Presse berichtete ausgiebig darüber, und auch Jefferson wurde durch Korrespondenten stets über Burrs Aktivitäten auf dem Laufenden gehalten. Über Pittsburgh reiste Burr ins Ohiotal, wo er den emigrierten irischen Adligen Harman Blennerhassett kennenlernte, der in der Wildnis einer Flussinsel im Ohio River ein herrschaftliches Anwesen errichtet hatte. Blennerhassett ließ sich von Burr für das Projekt einspannen, Blennerhassett Island sollte der Ausgangspunkt der Expedition werden. Weitere Geldgeber und Unterstützer fand Burr auf seiner weiteren Reise flussabwärts bis nach New Orleans, darunter den späteren Präsidenten Andrew Jackson. Während Burrs Tour durch den Westen erschien in der föderalistischen Tageszeitung Gazette of the United States ein landesweit oft nachgedrucktes anonymes Schreiben, das Burr vorwarf, die Sezession der westlichen Bundesstaaten und Louisianas zu betreiben. Verfasser war möglicherweise der Marqués de Casa Yrujo selbst, der Burr als Verräter am eigenen Land darstellen wollte, um die geplante Invasion zu vereiteln. Angesichts dessen erscheint die Wendung verwunderlich, die die „Verschwörung“ nach Burrs Rückkehr nach Washington im Herbst 1805 nahm. Burr entschied sich zu einem gewagten Bluff und nahm über einen Vertrauten, den Senator Jonathan Dayton, nun Kontakt zu Yrujo auf. Gegen eine Geldzahlung würde er Yrujo seine tatsächlichen Pläne offenbaren. Yrujo ging auf das Angebot ein und entlockte Burr gegen Zahlung von 2500 Dollar und dem Versprechen weiterer Gelder die Aussage, er plane nicht etwa einen Angriff auf Neuspanien, sondern die gewaltsame Erstürmung der Hauptstadt Washington sowie die Plünderung ihrer Banken und Waffenarsenale, um mit der Beute nach dem Rückzug nach Westen die Errichtung eines unabhängigen Staates in Louisiana zu finanzieren. Da aber Wilkinson das Außenministerium in Madrid unterdessen darüber unterrichtet hatte, dass Burr seine Angriffspläne gegen Spanien keineswegs aufgegeben hatte, erhielt Burr auf Weisung des spanischen Ministerpräsidenten Pedro Ceballos Guerra nach der ersten keine weiteren Zahlungen aus den spanischen Kassen.

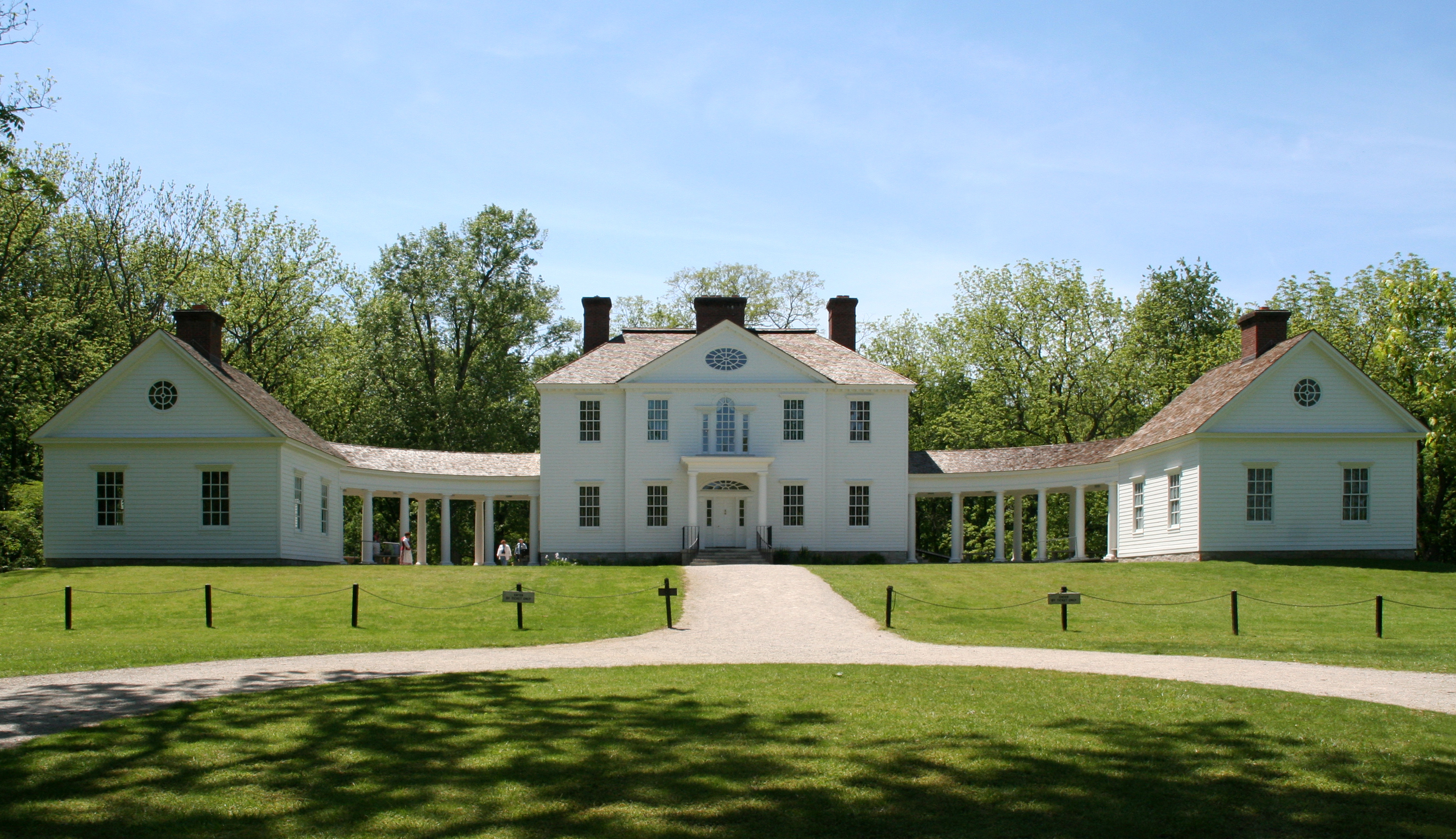
Rekonstruktion des Anwesens Harman Blennerhassetts im Blennerhassett Island Historic State Park

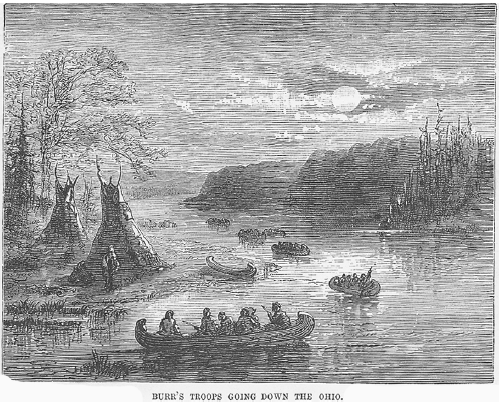
„Burrs Truppen treiben den Ohio hinab“ – Illustration aus einem Schulbuch um 1880.

Die Expedition trieb Burr im Sommer und Herbst des Jahres 1806 voran. Auf und um Blennerhassett Island ließ er eine Flotte von Flussbooten bauen, die seine Gefolgschaft auf dem Ohio und dem Mississippi flussabwärts gen New Orleans tragen sollte. Im ganzen Land versuchten er und seine Mittelsmänner, junge Männer für sein Projekt anzuwerben, wobei er sie über die konkreten Ziele des Unterfangens stets im Unklaren ließ. Im Westen kursierten zahllose Gerüchte und fanden auch bald den Weg nach Washington. Hamilton Daveiss, der föderalistische Bundesstaatsanwalt von Kentucky, unterrichtete Jefferson in mehreren Depeschen über Burrs Umtriebe und warf ihm darin Umsturzpläne und Landesverrat vor, doch reagierte der Präsident über Wochen nicht. Im Oktober und nochmals im November 1806 brachte Daveiss Burr in Frankfort, der Hauptstadt Kentuckys, vor Gericht, doch konnte keine der beiden zu den Prozessen einberufenen grand juries ein rechtswidriges Verhalten feststellen, so dass Burr, verteidigt von Henry Clay, nach mehrwöchigen Verhandlungen als freier Mann den Gerichtssaal verließ und sich auf den Weg machte, um zu seiner Expeditionsflotte zu stoßen. Diese hatte in der Nacht vom 10. auf den 11. Dezember überstürzt Blennerhassett Island verlassen und sich flussabwärts begeben – kurz zuvor hatte Ohios Gouverneur Edward Tiffin nach alarmistischen Berichten den Kongress seines Staates wissen lassen, Burr habe bis zu 4.000 Mann unter Waffen und müsse aufgehalten werden; die Miliz des Staates wurde beordert, Blennerhassett Island zu durchsuchen.
Unterdessen hatte sich auch Wilkinson gegen Burr gewandt. Im Oktober 1806 hatten spanische Truppen einen Vorstoß auf amerikanisch beanspruchtes Gebiet bei Natchitoches unternommen, der fast zum Casus Belli geworden wäre, hätte nicht Wilkinson selbst mit dem spanischen Befehlshaber eigenmächtig eine einstweilige Abmachung über den Grenzverlauf, den so genannten Neutral Ground Treaty, ausgehandelt. Da nun der Krieg abgewendet war, von dessen Ausbruch der Erfolg von Burrs und Wilkinsons Verschwörung abhing, so sie denn einen Angriff auf Spanien zum Ziel hatte, suchte Wilkinson die neue Situation zu seinen Gunsten zu lenken. In einem Brief alarmierte er Jefferson über eine angeblich bevorstehende Invasion New Orleans’ durch Burrs Flotte. Er begab sich nach New Orleans, ließ dort die Verteidigungsanlagen verstärken, Kanonenboote auf dem Mississippi auffahren und setzte eine Belohnung auf die Ergreifung Burrs aus. Sein Vorstoß, das Kriegsrecht auszurufen, was ihm als Oberkommandierendem der Streitkräfte auch die vollständige Kontrolle über die Rechtsprechung gesichert hätte, scheiterte nur an den Bedenken William C. C. Claibornes. Die Unsicherheit über die Lage verschärfte sich, als Jefferson am 27. November den Brief Wilkinsons erhielt, daraufhin sämtliche Amtsträger in den westlichen Staaten vor der Verschwörung warnte und zu erhöhter Wachsamkeit aufrief. Gegenüber dem Kongress erklärte Jefferson voreilig, dass Burr ohne jeden Zweifel der Verschwörung schuldig sei.
Während Wilkinson sich so Jefferson gegenüber zum Retter New Orleans’ vor einem Burrschen Angriff aufspielte, versuchte er zugleich, sich gegenüber den Spaniern in ein günstiges Licht zu rücken: Dem Vizekönig zu Mexiko-Stadt stellte er für geleistete Dienste die Summe von 121.000 Dollar in Rechnung, da er einen kostspieligen Krieg abgewendet und die spanischen Besitzungen vor einem Burrschen Angriff gesichert habe. Während Burr im Dezember mit seiner Flotte von vier Booten und kaum 100 Mann langsam flussabwärts vorstieß, verbreitete sich vielerorts Panik. Bürger verbarrikadierten sich entlang des Flusslaufs in ihren Häusern, in Kentucky wurde die Miliz in Bereitschaft versetzt. Im Januar 1807 ging Burr nahe dem heutigen Natchez an Land, um sich in Washington, der Hauptstadt des Mississippi-Territoriums, einer neuerlichen Gerichtsklage zu stellen. Die einberufene Grand Jury konnte wiederum kein Fehlverhalten Burrs feststellen, doch ordnete der vorsitzende Richter dennoch an, Burr in Gewahrsam zu nehmen. Um nicht in Wilkinsons Hände zu fallen, entschied sich Burr zur Flucht. Am 18. Februar wurde er jedoch bei Fort Stoddert im heutigen Alabama festgenommen und schließlich nach Richmond, Virginia verbracht, wo die Regierung Jeffersons einen Prozess gegen ihn angestrengt hatte.

#### Der Hochverratsprozess 1807

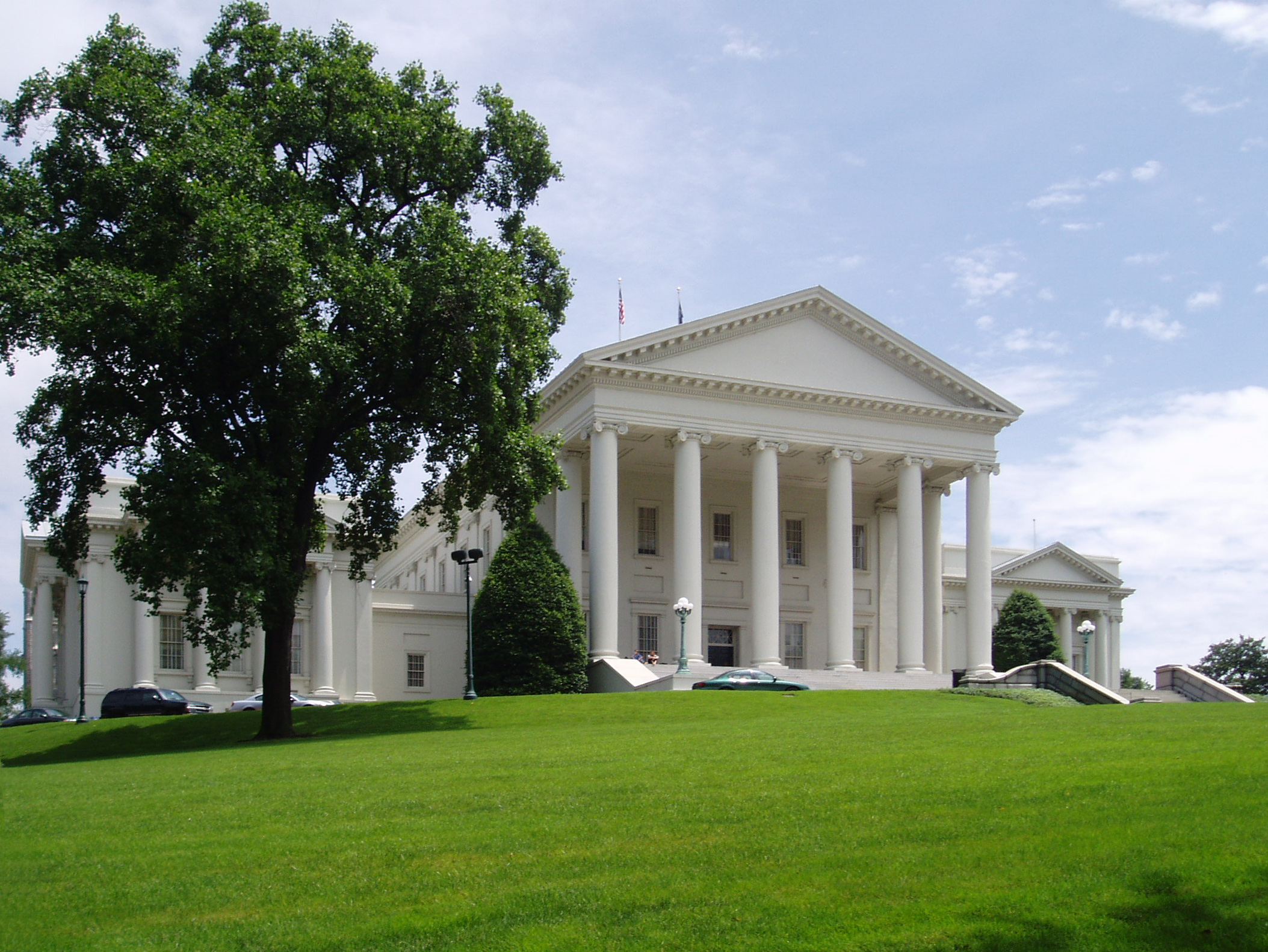
Um möglichst viele Schaulustige einlassen zu können, wurden die Verhandlungen bald im
Kapitolsgebäude des Staates Virginia geführt, das 1785 nach Entwürfen Jeffersons erbaut worden war.

Burr wurde zum einen wegen seines mutmaßlich geplanten Angriffs auf die spanischen Kolonien, der Filibusterei und damit eine Verletzung des Neutrality Acts des Jahres 1794 dargestellt hätte, eines „schweren Fehlverhaltens“ (high misdemeanor) bezichtigt, zum anderen auch des Hochverrats (nach der Verfassung Verrat) beschuldigt, da er mindestens das amerikanische New Orleans habe angreifen wollen, wenn nicht sogar einen sezessionistischen Aufstand im amerikanischen Westen geplant habe – für das erstere Delikt drohte ihm eine lange Haftstrafe, für den Verrat die Todesstrafe. Die Entscheidung, den Prozess dem Bundesbezirksgericht für den Rechtsbezirk Virginia anzutragen, gründete sich auf die enge Definition des Strafbestands des Verrats im amerikanischen Rechtssystem. Als einziges Verbrechen überhaupt ist der Verrat in der Bundesverfassung definiert:

„Als Verrat gegen die Vereinigten Staaten gilt nur die Kriegsführung gegen sie oder die Unterstützung ihrer Feinde durch Hilfeleistung und Begünstigung. Niemand darf des Verrates schuldig befunden werden, es sei denn auf Grund der Aussage zweier Zeugen über dieselbe offenkundige Handlung oder auf Grund eines Geständnisses in öffentlicher Gerichtssitzung.“

Der Anklage stellte sich das Problem, wo Burr eine solche „offenkundige Handlung“ begangen haben sollte – im Verlauf seiner Eskapaden im Westen hatten drei verschiedene Jurys ihm kein Vergehen nachweisen können. Am vielversprechendsten erschien der Anklage, als „offenkundige Handlung“ die überstürzte Flucht von Burrs Flotte von Blennerhassett Island am 10. Dezember 1806 zu inkriminieren. Da die Insel zu Virginia gehörte, wurde der Fall also dem Bezirksgericht in Richmond übertragen. Als vorsitzende Richter der Bezirksgerichte fungierten zu dieser Zeit jedoch die Richter des Obersten Gerichtshofs nach einem Rotationsprinzip. Im Fall United States v Burr zeitigte dies die pikante Situation, dass John Marshall dem Gericht vorsitzen würde. Marshall, der als Oberster Richter der Vereinigten Staaten Burr sechs Jahre zuvor als Vizepräsidenten vereidigt hatte, war Jefferson seit Langem in einer innigen wie gegenseitigen Hassbeziehung verbunden. Jefferson selbst war die treibende Kraft hinter der Anklage, wenn er auch vor Gericht nicht selbst erschien. Während des knapp viermonatigen Prozesses schrieb er dem Ankläger der Bundesregierung, dem District Attorney George Hay, fast täglich Briefe mit detaillierten Anweisungen zum Vorgehen.
Die Verhandlungen begannen am 22. Mai 1807. In Richmond fanden sich so viele Schaulustige ein, dass sich die Einwohnerzahl der Stadt auf 10.000 verdoppelte, am Stadtrand entstanden ganze Zeltstädte. In vielerlei Hinsicht waren die Dimensionen des Verfahrens beispiellos: Die Regierung gab insgesamt mehr als 100.000 Dollar für die Anklage aus, ließ mehr als 140 Zeugen von Maine bis Louisiana auftreiben und nach Richmond bringen. Burr wurde von sechs namhaften Anwälten verteidigt, darunter Charles Lee und Luther Martin; nicht einer von ihnen verlangte einen Lohn für seine Dienste. Der Prozessverlauf schuf auch einige Präzedenzfälle der amerikanischen Rechtsgeschichte: So verlangte die Verteidigung, Jefferson mit einer Subpoena zu belegen, um an einschlägige Regierungsdokumente zu kommen, die Burr mutmaßlich entlasten könnten. John Marshall gab dem Vorstoß nach einer hitzigen Kontroverse darüber, ob man den Präsidenten der Vereinigten Staaten höchstselbst vorladen könne, statt. Jeffersons Reaktion hierauf ist von Rechtshistorikern unterschiedlich bewertet worden: Er wies zwar an, die Archive nach den Dokumenten durchsuchen zu lassen, kommunizierte dies jedoch nur seinem Ankläger Hay, nicht jedoch Marshall, was auch als mutwillige Missachtung des Gerichts gewertet werden kann.
Das zentrale Beweisstück in dem Prozess war ein verschlüsselter Brief (der so genannte cipher letter), den Burr 1806 angeblich Wilkinson geschrieben haben soll und in dem tatsächlich davon die Rede ist, die Westterritorien der USA zum Aufstand zu bewegen. Als Wilkinson als Zeuge vernommen wurde, musste er jedoch vor der Jury zugeben, dass er den Wortlaut des vorgelegten Briefes selbst manipuliert hatte, um seine eigene Beteiligung an der mutmaßlichen Verschwörung zu vertuschen. Wer den cipher letter tatsächlich geschrieben hat, ist bis heute Gegenstand der historischen Debatte; Milton Lomask verdächtigt in seiner Burr-Biografie (1982) Burrs Mitverschwörer Jonathan Dayton als Autor. Als sich dieses Beweisstück als nicht stichhaltig erwies, konzentrierte sich die Anklage darauf, durch Zeugenaussagen über die Nacht vom 10. Dezember die „offenkundige Handlung“ zu belegen, die den Verrat ausmachte, doch krankte die Argumentation daran, dass Burr zum fraglichen Zeitpunkt gar nicht selbst auf der Insel zugegen war. Hay insistierte schließlich, dass schon das Ausheben von Truppen zum verräterischen Zweck den Verrat ausmache, selbst wenn der Verrat nicht in die Tat umgesetzt würde, doch ließ Marshall die bloße vermutete verräterische Absicht nicht als „offenkundige Handlung“ gelten. Am 1. September, lange bevor alle Zeugen vernommen waren, ließ er die Geschworenen zusammentreten. Die Jury verkündete darauf, der Vorwurf der Verschwörung sei „nicht bewiesen“ (not proved), Marshall notierte das Urteil als „nicht schuldig“ (not guilty).

#### Was hatte Burr tatsächlich vor?
Die Frage, was Burr mit seiner kleinen Flotte tatsächlich erreichen wollte, stellt Historiker bis heute vor ein Rätsel, schon da Burr so vielen verschiedenen Personen so viele unterschiedliche und widersprüchliche Dinge über seine Ziele mitteilte. Jede Vermutung über seine tatsächlichen Absichten muss Spekulation bleiben. Henry Adams sichtete als erster Historiker die Akten zu Burr in den europäischen Archiven und nahm vieles von dem, was Burr die englischen und spanischen Gesandten wissen ließ, so etwa den angeblich geplanten Angriff auf die Hauptstadt Washington, für bare Münze; spätere Historiker haben hingegen verschiedentlich darauf hingewiesen, dass Burr sich etwa bei Anthony Merry eher mit taktischen Lügen finanzielle Unterstützung für sein Projekt akquirieren wollte. Auch im 20. Jahrhundert kamen noch einige Historiker der „Burr-Verschwörung“ zu dem Schluss, dass Burr schuldig im Sinne der Anklage war, so etwa Thomas Abernathy (1954) und Francis F. Beirne (1959). Auch Sean Wilentz (2005) teilt die Ansicht, Burr habe die westlichen Staaten zur Sezession treiben wollen, und schätzt die Verschwörung, auch wenn sie auf den ersten Blick wie eine „verwickelte Farce mit einem riesigen Reigen sehr unwahrscheinlicher Charaktere“ scheine, als reale Gefahr für die amerikanische Demokratie ein, insbesondere weil sie die unsichere Loyalität ihrer Militärs (wie Wilkinson) offenbart habe.
Nancy Isenberg bestärkte in ihrer Burr-Biografie (2007) die Theorie, dass Burrs Expedition vielmehr als profitable Kaperfahrt geplant war – wäre der Krieg gegen Spanien tatsächlich ausgebrochen, so hätte er vollkommen rechtens spanische Besitztümer angreifen und plündern dürfen; im Friedensfall hätte ebendies Piraterie bedeutet. Mehr oder minder legale Formen der Freibeuterei waren in der Region zu dieser Zeit allgegenwärtig; mit dem Ausbruch der Napoleonischen Kriege und später der lateinamerikanischen Unabhängigkeitsbewegungen machten in der Karibik und dem Golf von Mexiko zahllose Kapitäne Jagd auf Schiffe feindlicher Nationen. Roger G. Kennedy (2002) vermutet, dass Burr durchaus eine Invasion Neuspaniens plante, doch sei es sein Ziel gewesen, dieses Territorium für die USA zu erobern. Ironisch erscheint in diesem Zusammenhang, dass die Angliederung von Texas an die Vereinigten Staaten 30 Jahre nach der „Burr-Verschwörung“ ganz nach dem Plan verlief, der Burr noch als Verrat angelastet wurde: Amerikanische Siedler, Abenteurer und Landspekulanten riefen hier 1836 einen unabhängigen Staat auf mexikanischem Boden aus und provozierten so einen Krieg, doch gingen die Protagonisten dieser Episode wie Sam Houston und Davy Crockett als Helden in die amerikanische Geschichtsschreibung ein. Als Burr kurz vor seinem Tod von dieser „texanischen Revolution“ hörte, soll er ausgerufen haben: „Seht ihr? Ich hatte recht! Ich war nur 30 Jahre zu früh da! Was bei mir vor 30 Jahren Verrat war, ist heute Patriotismus!“
Peter Charles Hoffer (2008) vermutet hinter Burrs Expedition hingegen eine Art komplizierten Anlagebetrug: Mit immer großspurigeren Versprechungen habe Burr immer mehr Interessierte dazu verleitet, ihm immer mehr Geld zu leihen. Die Expedition wäre demnach nicht mehr als eine Staffage gewesen, die ihr Ziel, was auch immer es vorgeblich war, gar nicht erreichen sollte. Dass sich immer neue Gerüchte etwa über das Ausmaß seiner Invasionspläne oder die Größe seiner „Armee“ verbreiteten, wäre so zunächst durchaus in Burrs eigenem Interesse gewesen, da er so potentiellen Anlegern (wie etwa Blennerhassett) umso leichter den wahrscheinlichen Erfolg seines Vorhabens vorgaukeln konnte. Joseph Wheelan (2005) schließlich sieht den Prozess gegen Burr als Teil eines rücksichtslosen Feldzugs Jeffersons gegen seine politischen Gegner, der neben Burr vor allem die föderalistischen Richter der Bundesgerichte traf.

### Exil in Europa
Nach dem Prozess sah sich Burr einer feindlichen Öffentlichkeit gegenüber: Als er etwa auf der Heimreise nach New York in Baltimore übernachten wollte, fand sich auf den Straßen ein Mob von rund 1500 aufgebrachten Bürgern ein, der Strohpuppen von Burr, Blennerhassett, Martin und Marshall auf einem Galgen aufknüpfte und dann verbrannte – Burr floh überstürzt aus der Stadt. Die nächste Zeit verbrachte er zurückgezogen bei Freunden, bis er sich schließlich im Juni 1808 nach England einschiffte. Seine vier Jahre in Europa hielt er in einem detaillierten Tagebuch fest, das er für seine Tochter Theodosia schrieb. Neben seinen zahlreichen amourösen Abenteuern schildert er darin, wie er für sein Projekt – das er stets nur vage als „X“ bezeichnet – vergeblich die Unterstützung europäischer Mächte suchte. Aufschlussreich für die konkrete Form von „X“ sind die Erinnerungen Jeremy Benthams, mit dem Burr zu seiner Zeit in London eine enge Freundschaft schloss. Burr, so Bentham, hatte „tatsächlich vor, sich zum Kaiser von Mexiko aufzuschwingen.“ Zunächst versuchte Burr sein Glück beim britischen Außenminister Viscount Castlereagh, doch war der Zeitpunkt für das Vorhaben, Großbritannien zu einer Eroberung der spanischen Kolonien zu erwärmen, denkbar ungünstig: Kurz zuvor hatte in Spanien der Volksaufstand gegen die napoleonische Herrschaft begonnen, der bald tatkräftig von den Briten unterstützt wurde und schließlich in den Halbinselkriegen mündete. Castlereagh wies Burrs Ansinnen ab, und am 4. April 1809 wurde Burr dann mitten in der Nacht festgenommen und darüber informiert, dass er das Land umgehend zu verlassen habe; wahrscheinlich kamen die britischen Behörden mit dieser Aktion einem Wunsch des spanischen Botschafters nach. Ursprünglich sollte Burr nach Helgoland deportiert werden, doch konnte er aushandeln, dass er stattdessen nach Schweden ausreisen durfte.
Nach einem halben Jahr in Schweden und Dänemark setzte Burr seine Hoffnungen darauf, Napoleon für seine Pläne zu begeistern. Das Vorhaben scheiterte lange schon daran, dass ihm die französischen Behörden keine Visa für die von ihnen kontrollierten Gebiete ausstellen wollten. So musste er zwei Monate in Altona ausharren, bis ihm der französische Konsul Fauvelet de Bourrienne den Zutritt nach Hamburg und die Weiterreise nach Frankfurt ermöglichte, wo er noch einige Wochen warten musste, bis er in Mainz sein Visum für Frankreich abholen konnte. Am 16. Februar 1810 erreichte er schließlich Paris. Hier stieß er auf gemischte Reaktionen: Während es der immer noch einflussreiche ehemalige Außenminister Talleyrand ablehnte, Burr zu empfangen, da Burr ihm als Mörder des „größten Mannes unserer Epoche“ – Hamilton – galt, empfing ihn der Amtsinhaber Nompère de Champagny mehrmals und schenkte ihm durchaus Gehör. Aus den französischen Archiven geht hervor, dass Burr zwar eine Wiederangliederung Louisianas an Frankreich vorschlug, andererseits aber auch, dass er mitnichten eine Zerschlagung der Vereinigten Staaten forderte, wie ihm oft vorgeworfen wurde. Burr fertigte ein detailliertes Exposé seiner Pläne für Napoleon an, doch ist nicht bekannt, ob es jemals die Beachtung des Kaisers fand. Nach einiger Zeit erhielt Burr keine Antworten mehr auf seine Anfragen beim Ministerium – offenbar schenkte Napoleon den Gerüchten Glauben, dass Burr in die Pläne des im Sommer 1810 abgesetzten und darauf geflohenen Polizeiministers Joseph Fouché verwickelt war, hinter dem Rücken des Kaisers in Geheimverhandlungen einen Frieden mit Großbritannien herbeizuführen.
Hiermit hatten sich Burrs Pläne zur Eroberung Spanisch-Amerikas endgültig zerschlagen. In der Folge lebte er in zunehmender Armut und ständig auf der Flucht vor Gläubigern in Paris. Eine Ausreise verweigerten ihm die französischen Behörden, ohne weitere Gründe anzugeben. Als er sich an die amerikanische Gesandtschaft wandte, um dort einen Pass zu beantragen, mit dem er ausreisen zu können hoffte, so wurde ihm auch dies verwehrt – der zuständige Konsul in Paris war Alexander MacRae, der vier Jahre zuvor einer der Anwälte der Anklage im Prozess gegen Burr gewesen war. Erst im Sommer 1811 konnte Burr in die Niederlande ausreisen, von wo aus er sich nach England begab, obwohl er dort noch Persona non grata war. Seine Rückreise in die USA drohte zuletzt an seiner bloßen Armut zu scheitern. Im April 1812 sprach er schließlich beim Alien Office vor und erklärte seine Lage. Ohne Zögern stellte ihm die Behörde einen Scheck aus und arrangierte seine Ausreise auf dem nächstmöglichen Segler. Am 4. April 1812 betrat Burr, getarnt mit einer Perücke und einem Schnurrbart, unter dem falschen Namen „Adolphus Arnot“ wieder amerikanischen Boden.

### Rückkehr nach New York, letzte Jahre und Tod
Nachdem Burr erfahren hatte, dass ein Verfahren, das 1808 gegen ihn in Ohio angestrengt werden sollte, ausgesetzt worden war, legte er seine Verkleidung ab. Er lieh sich 10 Dollar und eröffnete in New York wieder eine Anwaltskanzlei. Sein Ruf als fähiger Jurist hatte alle Skandale überstanden, und so konnte er dank zahlreicher Aufträge bald wieder über ein kommodes Einkommen verfügen – allerdings sollte er noch bis zu seinem Lebensende viel Zeit darauf verwenden müssen, alte und neue Gläubiger auf Abstand zu halten.

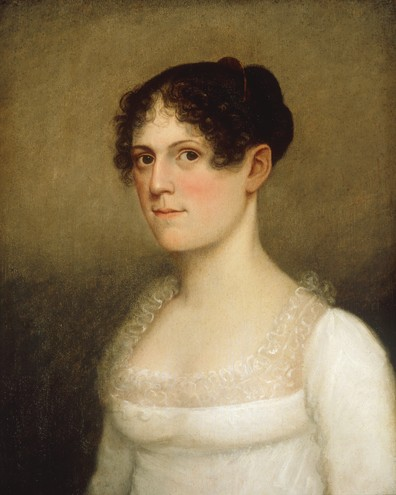
Das so genannte Nag’s Head Portrait wurde angeblich 1813 von Strandräubern in North Carolina gefunden. Bis heute beflügelt das Bild Spekulationen, dass Theodosia Burr, mutmaßlich die Porträtierte, den Schiffbruch überlebt haben könnte.

Im Jahr seiner Rückkehr erlitt er jedoch auch persönliche Schicksalsschläge: Im Juli verstarb sein elfjähriger Enkelsohn. Wenige Monate später wollte er ein Wiedersehen mit seiner Tochter Theodosia einleiten, deren Gatte Joseph Alston 1812 zum Gouverneur von South Carolina gewählt worden war. Auf dem Weg von Charleston nach New York verschwand ihr Segler, die Patriot, jedoch spurlos. Es ist plausibel, dass das Schiff in einem Sturm sank, doch hielten sich in den folgenden Jahren hartnäckig Gerüchte, dass Piraten (verdächtigt wurde etwa Dominique You) das Schiff gekapert und Theodosia entweder ermordet oder entführt hätten. Noch im 20. Jahrhundert hat ihr Verschwinden vielfältige Spekulationen beflügelt und Stoff für einige Piratenromanzen geliefert. Der Verlust traf Burr schwer, doch suchte er in den nächsten Jahren Trost darin, immer neue Kinder als Mündel in seinen Haushalt aufzunehmen, darunter die drei Stieftöchter seines verstorbenen Klienten Medcef Eden, die ihn auch als „Papa“ titulierten. Bei einigen der anderen Kinder, die er um sich scharte, darunter etwa Aaron Columbus Burr (1808–1882), ist nachgewiesen oder zumindest wahrscheinlich, dass er tatsächlich ihr leiblicher Vater war; bis ins hohe Alter folgte Burr der nicht unbegründete Ruf, ein „Mann der Frauen“ zu sein. In seinem Testament vermachte er 1836, im Alter von 80 Jahren, einen Teil seines Vermögens zweien seiner Töchter, von denen eine nur zwei Jahre alt war; sein Biograph James Parton merkt dazu an, Burrs Vaterschaft müsse als „physiologisch unmöglich“ zurückgewiesen werden.
Der Ruch, der Mörder Hamiltons und ein Verräter am eigenen Land zu sein, verfolgte ihn bis an sein Lebensende. Auf der Straße wurde er oft angefeindet, Mütter zeigten ihn ihren Kindern auf der Straße als Beispiel dafür, was aus den „bösen Männern“ wird. Als Burr einmal auf einer Reise aufs Land ein fahrendes Wachsfigurenkabinett besichtigte, stellte er fest, dass in einem der Tableaus sein Duell mit Hamilton dargestellt war. Unterschrieben war die Szene mit den Versen „O Burr, o Burr, was hast du bloß getan? / Du hast den großen Hamilton tot geschossen / Verstecktest dich hinter einem Dornenbusch / und hast ihn mit einer großen Pistole tot geschossen!“
Am 1. Juli 1833, also im Alter von 77 Jahren, heiratete Burr ein zweites Mal. Die Ehe sorgte für einiges Aufsehen, war doch seine Braut die 58-jährige Witwe Eliza Jumel, die den Aufstieg aus der Unterschicht Rhode Islands in die Oberschicht New York City geschafft hatte und auch dank ihrer ersten Ehe zu einem beträchtlichen Vermögen gekommen war. Kaum war die Ehe geschlossen, begann Burr, das Geld seiner Frau auszugeben, so dass Jumel bald auf Auflösung der Ehe klagte. Als Scheidungsanwalt engagierte sie pikanterweise Alexander Hamilton Jr. Am 14. September 1836 wurde die Ehe rechtskräftig geschieden; am selben Tag verstarb Aaron Burr in seinem Hotel auf Staten Island. Er wurde auf dem Friedhof des Princeton College neben seinem Vater und seinem Großvater beigesetzt.

## Bewertungen

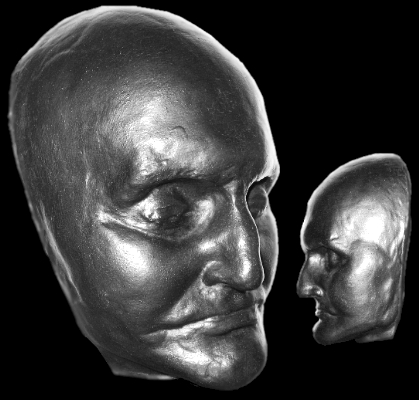
Die Totenmaske Burrs

Bis heute ist Burr eine der umstrittensten Gestalten der amerikanischen Geschichte; noch 2008 kürte ihn etwa die Zeitschrift Time zum „schlechtesten Vizepräsidenten“ der amerikanischen Geschichte. Obwohl er bei dem Verratsprozess 1807 freigesprochen wurde, gilt er im öffentlichen Bewusstsein bis heute neben Benedict Arnold als Inbegriff des Verräters am eigenen Land. Dazu hat vor allem im 19. Jahrhundert beigetragen, dass eine der blumigsten Reden der Anklage beim Prozess in Richmond, William Wirts Who is Blennerhassett?, als Musterbeispiel der Redekunst in zahlreiche Schulbücher aufgenommen wurde. Generationen amerikanischer Schulkinder lernten Burr darin als „Schlange“ kennen, die in den friedlichen „Garten Eden“ eindrang, den sich Harman Blennerhassett auf seiner Flussinsel im Ohio geschaffen hatte. Die Darstellung Burrs als teuflische Macht zieht sich bis in das 20. Jahrhundert; so wurde 1931 ein Drama Booth Tarkingtons mit dem Titel Colonel Satan, or A Night in the Life of Aaron Burr am Broadway uraufgeführt. Besonders ins Gewicht fällt dabei, dass Burr zu Lebzeiten mit vielen der „Gründerväter“ – Washington, Jefferson und Hamilton – verfeindet war, die im kollektiven Bewusstsein quasi als Heilige der amerikanischen „Zivilreligion“ präsent sind. Im 19. Jahrhundert wurde Burrs Leben in einer Vielzahl von oft reißerischen oder rührseligen Gedichten, Dramen, Essays, Pamphleten und Romanen verarbeitet, zumeist unvorteilhaft. Wiederkehrende Tropen sind dabei neben dem Sündenfall die Darstellung Burrs als Kain, als amerikanischer Catilina oder aber als unersättlicher Lüstling. Verschiedentlich musste er als „Held“ in deutlich pornografischen Romanen herhalten (so etwa im anonymen The Amorous Intrigues and Adventures of Aaron Burr, 1861). Im 20. Jahrhundert ist die Bearbeitung der „Burr-Verschwörung“ durch Eudora Welty (First Love, 1943) und Gore Vidal (Burr, 1973) zu nennen. Vidals Roman ist dabei als frühes Beispiel eines gewandelten, positiven Burr-Bildes hervorzuheben. Vidal, der für den Roman intensive Recherchen in historischen Archiven betrieb, deutet an, dass es der Vorwurf eines inzestuösen Verhältnisses mit seiner Tochter Theodosia war, der Burr Hamilton zum Duell fordern ließ.
Das Urteil der meisten Historiker über Burr fällt negativ aus. Henry Adams schrieb 1881 offenbar eine Biografie Burrs, verbrannte das Manuskript aber, nachdem sein Verleger eine Veröffentlichung zunächst abgelehnt hatte. Die Burr-Verschwörung nimmt jedoch großen Raum in Adams’ neunbändiger History of the United States During the Administrations of Thomas Jefferson and James Madison (1889–1891) ein, die wegweisend für die Historie der frühen Republik war. Darin stellt Adams Burr durchgehend als skrupellosen Opportunisten dar und bezeichnet ihn an einer Stelle etwa als „Mephistopheles der Politik.“ Zu den Verteidigern Burrs zählen vor allem seine Biografen. Kaum ein Jahr nach seinem Tod veröffentlichte sein langjähriger Freund Matthew L. Davis eine erste apologetische Burr-Biografie, auch James Parton (1892) stellte Burr durchaus wohlwollend dar. In der zweibändigen Standardbiografie von Milton Lomask (1979–1982) werden viele der gegen Burr erhobenen Vorwürfe relativiert oder entkräftet, ebenso in der jüngsten Biografie von Nancy Isenberg (2007).

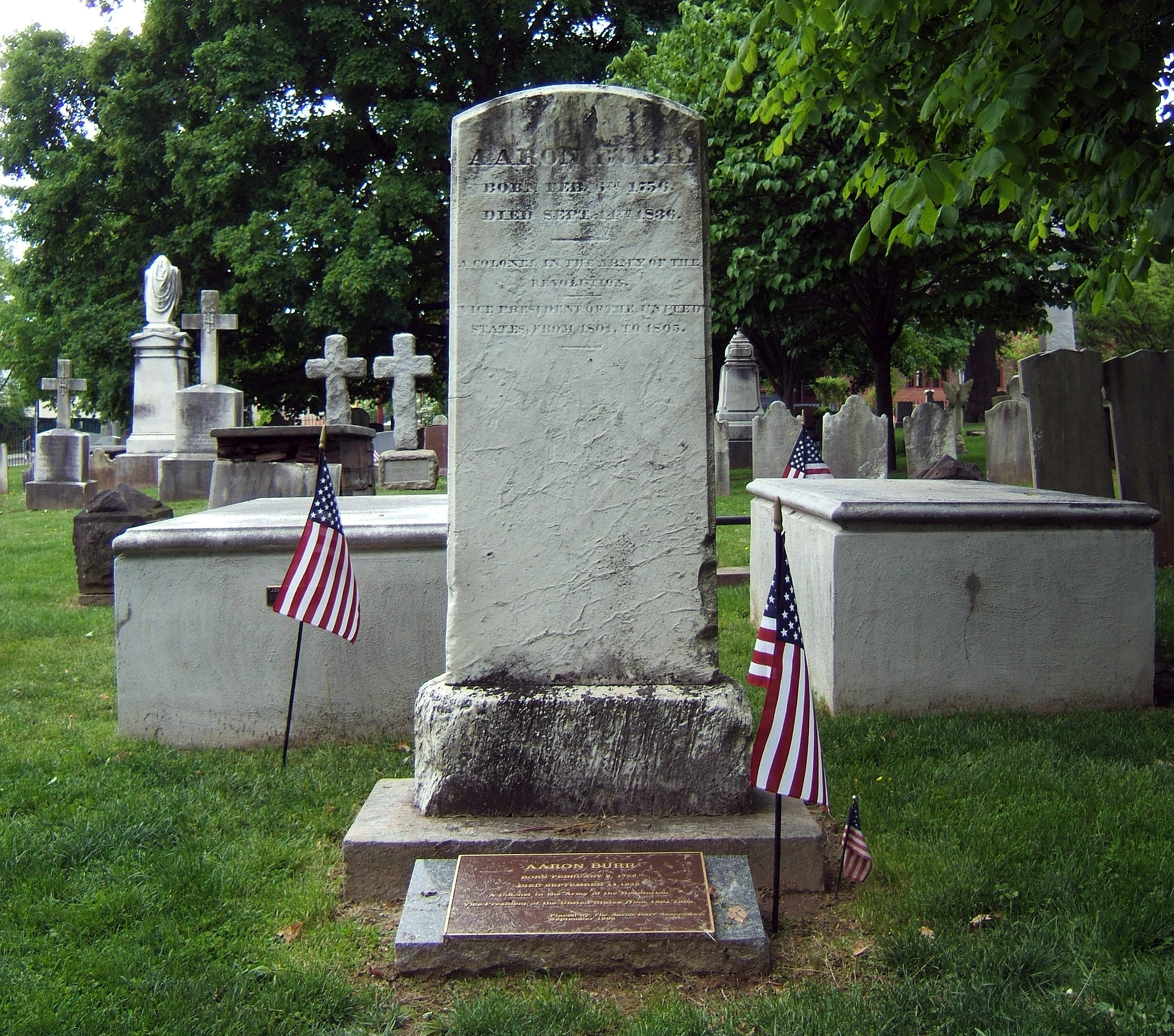
Burrs Grab in Princeton

Die erstmalige Veröffentlichung der gesammelten Schriften Burrs 1978 (auf Mikrofilm) bzw. 1983 (gedruckt) durch eine Historikergruppe um Mary-Jo Kline hat wenig dazu beitragen können, die zahlreichen Ungereimtheiten in Burrs Biografie aufzuklären. Viele seiner Papiere verschwanden mit seiner Tochter Theodosia im Atlantik, zahlreiche weitere Dokumente wurden von Matthew L. Davis, zugleich Biograf und Nachlassverwalter Burrs, vernichtet. Während Historiker bei ihrer Arbeit zu anderen „Gründervätern“ auf umfangreiche Quellensammlungen zurückgreifen können, nehmen Burrs gesammelte Schriften nur zwei Bände ein. Viele von ihnen handeln von Geldgeschäften, Landspekulationen und Postenschacherei. Der Historiker Gordon S. Wood konnte nicht einen Brief darin ausmachen, in dem auch nur der Ansatz einer politischen Philosophie erkennbar wäre, auch nicht ein Dokument, aus dem Burrs Haltung zur Verfassungsfrage oder zu Hamiltons Wirtschaftspolitik der 1790er-Jahre hervorginge. Politik schien für Burr ein Spiel zu sein, aus dem sich – in seinen eigenen Worten – „Spaß, Ehre und Profit“ (fun, honor & profit) schlagen ließ. Hierin sieht Wood den gravierenden Unterschied zu den anderen Gründervätern und Burrs „eigentlichen Verrat“: Während etwa Jefferson oder Hamilton Politik ganz als tugendhaften, selbstlosen Dienst zum Wohle der Nation darstellten, scheint Burr resistent gegen diese hehre, aus der Aufklärung geborene Ideologie gewesen zu sein. Durch sein prinzipienloses und oft eigennütziges Verhalten habe Burrs politischer Aufstieg für Jefferson und Hamilton gleichermaßen nichts geringeres als eine Gefahr für das „republikanische Experiment,“ mithin für alle in der Revolution erkämpften Freiheiten bedeutet.

### Sekundärliteratur
- Thomas Abernathy: The Burr Conspiracy. Oxford University Press, New York 1954.
- Henry Adams: History of the United States of America During the First Administration of Jefferson. 2 Bände. Charles Scribner’s Sons, New York 1903.
- Francis F. Beirne: Shout Treason: The Trial of Aaron Burr. Hastings, New York 1959.
- Matthew L. Davis: Memoirs of Aaron Burr. With Miscellaneous Selections from his Correspondence. 2 Bände. Harper & Brothers, New York 1837. (Digitalisate: Band I; Band II)
- Thomas Fleming: Duel. Alexander Hamilton, Aaron Burr, and the Future of America. Basic Books, New York 1999.
- Marie B. Hecht und Herbert S. Parmet: Aaron Burr: Portrait of an Ambitious Man. Macmillan, New York 1967.
- Peter Charles Hoffer: The Treason Trials of Aaron Burr. University of Kansas Press, Lawrence 2008, ISBN 978-0-7006-1591-9.
- Nancy Isenberg: Fallen Founder. The Life of Aaron Burr. Viking, New York 2007, ISBN 978-0-670-06352-9.
- Roger G. Kennedy: Burr, Hamilton, and Jefferson: A Study in Character. Oxford University Press, New York 2000, ISBN 0-19-514055-9.
- James E. Lewis Jr.: The Burr Conspiracy: Uncovering The Story of an Early American Crisis. Princeton University Press, Princeton NJ 2017, ISBN 978-0-691-17716-8.
- Milton Lomask: Aaron Burr. 2 Bände:
  - Bd. I: The Years from Princeton to Vice President 1756–1805. Farrar, Straus and Giroux, New York 1979.
  - Bd. II: The Conspiracy and Years of Exile 1805–1836. Farrar, Straus and Giroux, New York 1982.
- Buckner F. Melton: Aaron Burr: Conspiracy to Treason. John Wiley and Sons, New York 2001.
- R. Kent Newmyer: The Treason Trial of Aaron Burr: Law, Politics, and the Character Wars of the New Nation. Cambridge University Press, Cambridge 2012, ISBN 978-1-107-02218-8.
- Charles J. Nolan: Aaron Burr and the American Literary Imagination. Greenwood Press, Westport 1980.
- James Parton: The Life and Times of Aaron Burr. Mason Brothers, New York 1858. (Digitalisat)
- Arnold A. Rogow: A Fatal Friendship: Alexander Hamilton and Aaron Burr. Hill and Wang, New York 1998.
- Nathan Schachner: Aaron Burr: A Biography. A.S. Barnes, New York 1961.

### Romane
- Gore Vidal: Burr. A Novel (1973), dt. Burr, übersetzt von Günter Panske, Goldmann, München 2001, ISBN 3-442-72846-0.
- Michael Kurland: The Whenabouts Of Burr (1975), dt. Wo steckt Aaron Burr?, übersetzt von Thomas Ziegler, Ullstein, Frankfurt am Main/Berlin/Wien 1983, ISBN 3-548-31058-3.